# Princesse Tarakanova
Vous lisez un « bon article » labellisé en 2019.
La princesse Tarakanova (en russe : Княжна́ Тарака́нова) ou Ielizaveta Vladimirskaïa (en russe : княги́ня Елизаве́та Влади́мирская) est une femme d'origine inconnue, née entre 1745 et 1753 et morte le 4 décembre 1775 (15 décembre dans le calendrier grégorien) à Saint-Pétersbourg dans l'Empire russe.
Se prétendant la fille de l'impératrice Élisabeth Ire et de son amant Alexis Razoumovski, elle déclare ses prétentions au trône russe en 1774 et reçoit pendant quelque temps le soutien de partisans de la confédération de Bar. Elle est enlevée à Livourne sur l'ordre de l'impératrice Catherine II par Alexeï Orlov, aidé des représentants britanniques, et amenée à Saint-Pétersbourg. Emprisonnée à la forteresse Pierre-et-Paul, elle y meurt sans avoir reconnu son imposture ni dévoilé sa véritable origine.
Elle a usé d'autres identités, se faisant appeler selon les circonstances Fräulein Frank, Lady Shelley, Madame Scholl, Madame de la Trémoille, princesse de Volodomir (en russe : принцесса Володимирская) ou encore princesse d'Azov.

## Biographie

### Origines

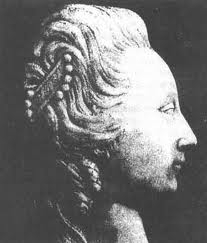
La prétendue princesse Volodomirskaïa. Bas-relief en marbre, supposé être un portrait fait de son vivant.

Les origines de la « princesse Tarakanova » ne sont pas connues et il est probable qu'elle ne les connaissait pas elle-même. Elle est a priori née entre 1745 et 1753,, mais il n'y a pas de données sur son lieu de naissance ni sur ses parents. Elle n'utilise jamais le nom de « princesse Tarakanova » que lui attribue le diplomate français Jean-Henri Castéra, dans son livre Vie de Catherine II, impératrice de Russie (Paris, 1797). Ce titre est toutefois repris ensuite par Georg von Helbig et d'autres écrivains,.
À en juger par les descriptions qui ont été conservées, la « princesse » est maigre et svelte, a les cheveux sombres, rappelant par son allure une Italienne. Se distinguant par une beauté rare, que ne gâche pas un léger strabisme, par son esprit, et également par une attirance démesurée pour le luxe, l'aventurière accumule les soupirants, dont elle épuise les ressources, les menant à la ruine, et même à la prison.
Alexeï Orlov, qui plus tard ravit et emmena l'usurpatrice à Saint-Pétersbourg, la décrivait de la façon suivante :

« Cette femme est donc de taille moyenne, de corps très sèche, de visage ni blanche ni noire, ses yeux sont grands et ouverts, d'un marron sombre, et elle a des taches de rousseur sur le visage ; elle parle bien français, allemand, un peu italien, et entend l'anglais. On pense aussi qu'elle sait le polonais, mais elle le cache. Elle assure qu'elle parle très bien l'arabe et le persan. »

Selon les suppositions du marquis Tommasi d'Antici, qui l'a rencontrée à Rome, elle est allemande. L'ambassadeur anglais auprès de la cour de Saint-Pétersbourg indique à Catherine II, après l'enlèvement et l'emprisonnement de la princesse Tarakanova, qu'elle est la fille d'un cabaretier de Prague, mais on ne sait de qui il tient cette information. John Dick, ambassadeur anglais à Livourne, qui a aidé Alexeï Orlov à la capturer, considérait qu'elle était la fille d'un boulanger de Nuremberg. L'historien Vladimir Diakov (ru) déduit de sa correspondance en français avec le comte de Limbourg qu'elle est française, et, après avoir analysé les archives, arrive à la conclusion qu'elle ne connaissait pas de langue slave,.

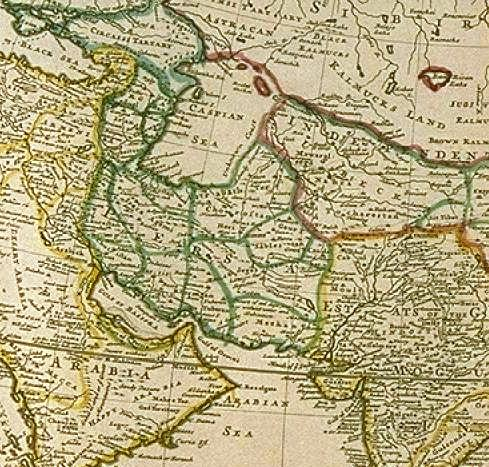
Carte de l'Empire perse en 1720. La Circassie tatare y est intégrée.

Les assertions selon lesquelles elle aurait préparé en amont son imposture sont contredites par le fait qu'elle s'est longtemps présentée comme une princesse perse, sans se façonner l'image d'une héritière du trône russe. Elle changeait continuellement de discours sur son origine, à l'évidence pour la faire correspondre à l'image qu'elle souhaitait se donner dans l'instant, et vraisemblablement ne la connaissait pas elle-même.
Les hypothèses d'une origine modeste sont démenties par la distinction de son éducation et sa formation : son élégance, sa mesure[Quoi ?] et sa connaissance des langues. Selon des témoignages contemporains, elle s'intéresse vivement aux arts, a bon goût en architecture et en peinture, dessine, et joue de la harpe.

### Premières mentions (1770-1773)
La future usurpatrice se manifeste pour la première fois à Kiel autour de 1770. Elle emménage ensuite à Berlin, où elle vit quelque temps sous le nom de Fraulein Frank. Après un incident douteux, dans lequel elle semble avoir été entraînée, mais dont les détails ne sont pas connus, la demoiselle Frank emménage à Gand, où elle se fait déjà appeler Fraulein Shelley. Elle y fait la connaissance du fils d'un marchand hollandais, Van Toers, qu'elle mène presque jusqu'à la ruine. Poursuivie par des créanciers, elle se rend en 1771 à Londres avec son amant, qui quitte pour elle son épouse. Elle adopte alors le nom de Madame de Trémoille. Van Toers l'aide à obtenir crédit auprès de marchands locaux.

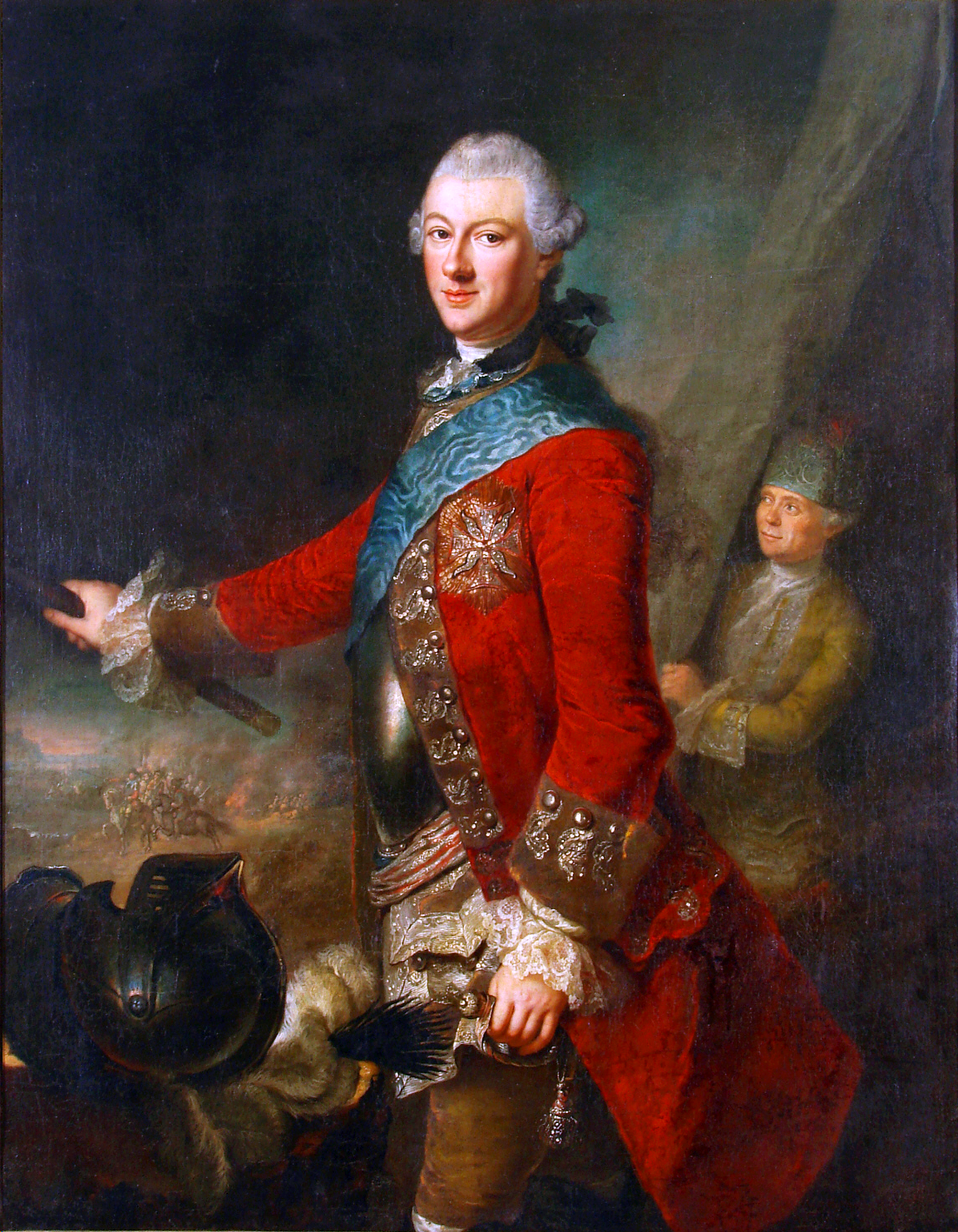
Portrait de Michał Kazimierz Ogiński par Anna Rosina de Gasc (1755).

Au printemps 1772, quand il recommence à avoir des difficultés avec ses anciens et ses nouveaux créanciers, Van Toers, qui a pris le nom de baron Embs, fuit à Paris. La princesse Tarakanova le rejoint au bout de trois mois, en compagnie d'un nouveau soupirant à la réputation douteuse, le baron Schaenk. Installée à Paris, elle se fait appeler princesse de Voldomir, nom qui deviendra « princesse Vladimirskaïa » dans les textes russes,. Elle assure qu'elle a été élevée par un oncle en Perse, et qu'elle est venue à sa majorité en Europe, pour rechercher un héritage se trouvant en Russie.
Pavel Melnikov, auteur du livre La princesse Tarakanova et Vladimirskaïa (« Княжна Тараканова и принцесса Владимирская ») suppose que ce nouveau changement est suggéré par le prince Michał Kazimierz Ogiński, grand-hetman de Lituanie, qui a rejoint la confédération de Bar en 1771 et subi une défaite devant les troupes russes lors la bataille de Stołowicze en septembre de cette même année. Une lettre d'Ogiński, adressée à la princesse, montre son attirance pour elle, mais, vraisemblablement, il n'y a pas eu de relation amoureuse entre eux. Comme les biens d'Ogiński dans la république des Deux Nations lui ont été confisqués, elle lui promet son aide financière, arguant de l'héritage qu'elle va bientôt recevoir de son oncle de Perse. Ernest Louninski, auteur d'une autre monographie, considère que cette rencontre entre Ogiński et Tarakanova à Paris n'a eu « aucun contenu politique ».
À Paris, elle attire de nouveaux soupirants : le marquis de Marin, et le comte Rochefort de Valcourt, majordome (hofmeister) de la cour de Philippe Ferdinand de Limbourg Stirum, comte régnant de Styrum et Oberstein. La princesse accepte la proposition de Rochefort de Valcourt de devenir son épouse. Mais les incidents reprennent début 1773 avec les créanciers. Van Toers, pour lequel la princesse obtient d'Ogiński un titre de capitaine des armées lituaniennes, au nom d'Embs, et Schaenk sont mis en prison pour dettes. Il ne lui reste plus qu'à fuir ; elle se rend d'abord à la campagne, non loin de Paris, puis, avec Embs et Schaenk, libérés grâce à la protection du marquis de Marin, elle part à Francfort, mais ne parvient pas à se cacher des créanciers.

### Dans les propriétés du comte de Limbourg-Stirum. Projet de mariage

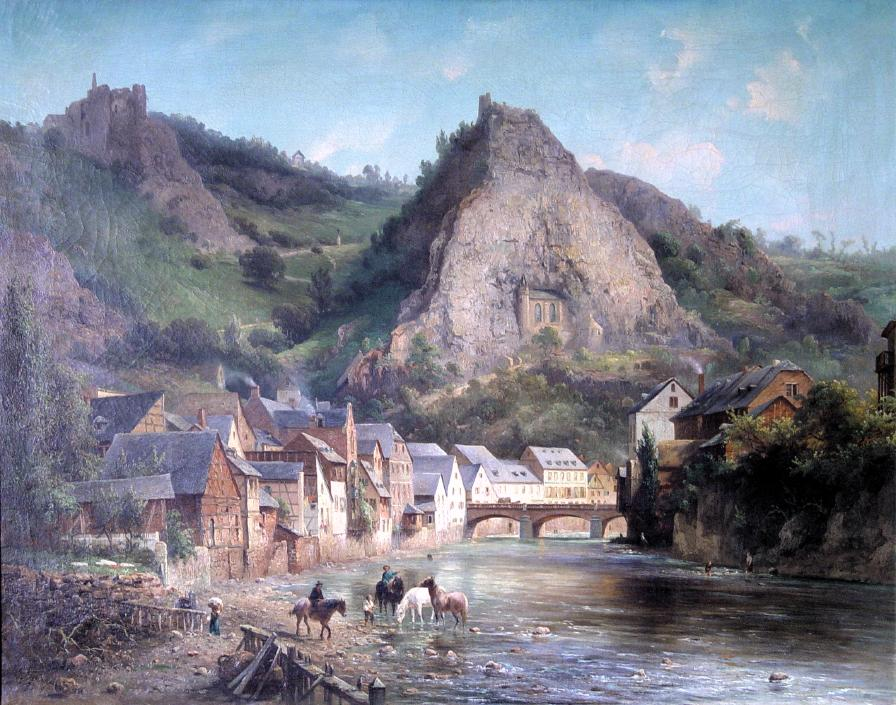
Albert Jurardus Van Prooyen Vue d'Oberstein, vers 1875. Le château est en haut à gauche du tableau.

À Francfort, la princesse est dans une situation pitoyable : elle est expulsée de son hôtel avec sa suite et menacée de la prison. Cette fois, c'est Philippe Ferdinand de Limbourg qui vient à son aide. Il est arrivé dans la ville avec Rochefort à cause d'un litige avec le prince-électeur du Brandebourg, Frédéric II. Le comte de 42 ans tombe aussitôt amoureux de la princesse, règle ses affaires avec les créanciers et l'invite chez lui. Elle se rend rapidement dans son château Neuses (aujourd'hui Herrnneuses, partie de Neustadt an der Aisch en Franconie ; le château n'existe plus). Le comte la laisse disposer presque sans contrôle des ressources de son domaine, mais fait emprisonner son amant Rochefort en tant que « criminel d'État ». La princesse change une nouvelle fois de nom, prenant celui de sultane Aly Emetey, ou Alina (Eléonore), princesse d'Azov. Elle tient sa cour au château et crée l'ordre de la « Croix d'Asie ». Elle sait s'attirer la bienveillance du co-gouverneur d'Oberstein, le dernier prince-électeur et archevêque de Trèves, Clément Wenceslas de Saxe, qui espère la convertir au catholicisme, et l'aide financièrement par moments.
Éloignée de ses précédents soupirants, Alina se décide à épouser le comte de Limbourg. Celui-ci achète avec ce qu'il lui reste d'argent le comté d'Oberstein, dont la princesse devient la propriétaire officieuse. Pour s'attacher définitivement son amant, elle le menace de rentrer en Perse, et lui annonce juste après qu'elle est enceinte. En juillet 1773, il lui fait enfin une proposition de mariage. Louninski considère que le comte, à ce moment, a vraisemblablement promis de lui laisser le comté d'Oberstein en cas de rupture des fiançailles.

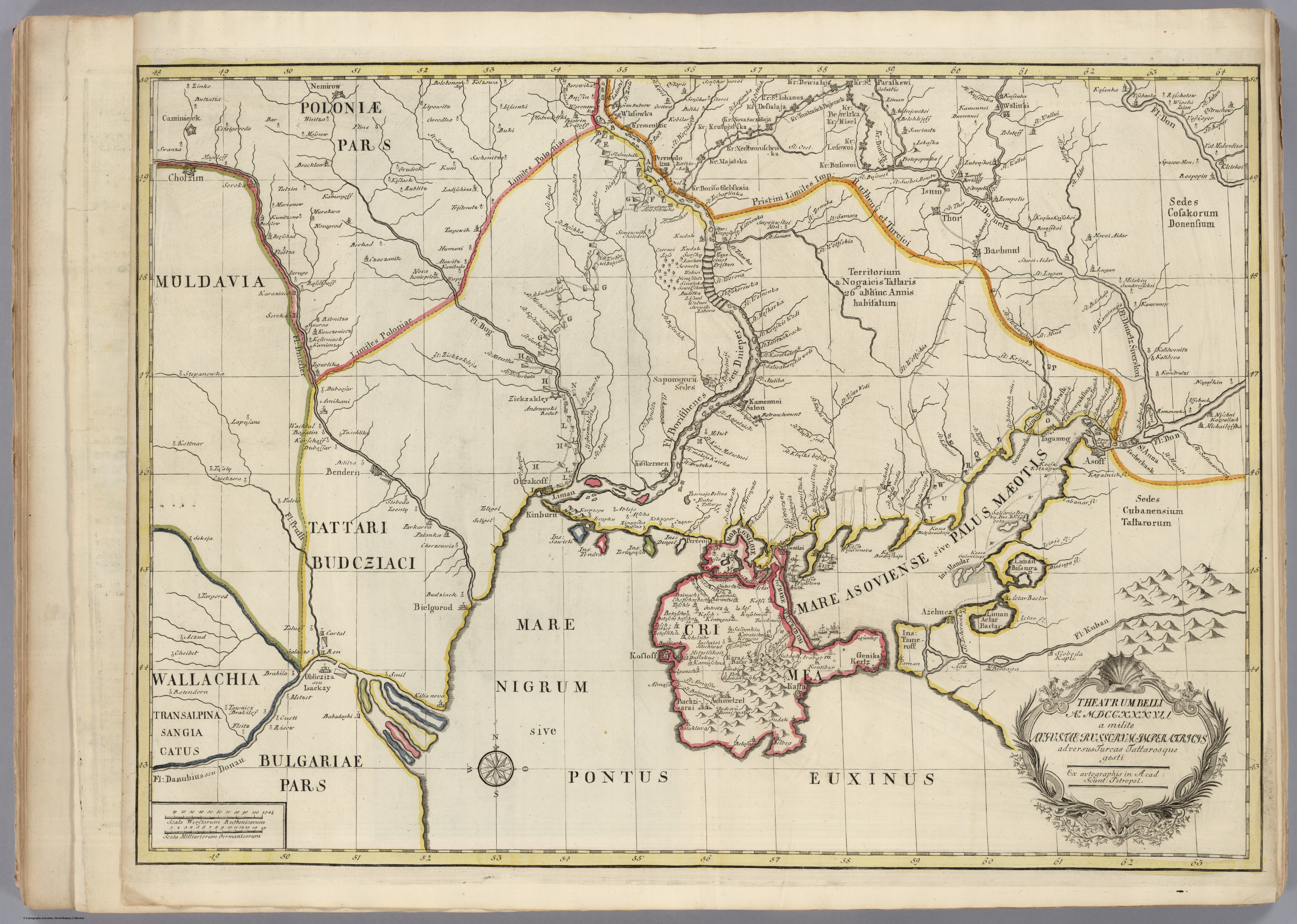
Carte des opérations de la guerre austro-russo-turque de 1735-1739. Azov, à l'est, est sous administration turque. La convention de Nyssa, en 1739, autorise la Russie cependant à construire un port à Azov sans toutefois pouvoir y ériger des fortifications ou entretenir une flotte dans la mer Noire.

Le ministre de la conférence de l'Électorat de Trèves, Franz Eustach von Hornstein, attire l'attention du comte sur la nécessité d'un acte de naissance de la fiancée, et sur le fait qu'elle doit embrasser la foi catholique, en tant que future épouse d'un prince d'Empire. La princesse d'Azov, dans une lettre à Hornstein, explique alors que :

« Les propriétés [de mon père] ont été mises sous séquestre en 1749, et le sont restées pendant vingt ans, et n'en ont été libérées qu'en 1769. Je suis née quatre années après cette mise sous séquestre. Dans cette période malheureuse, mon père est mort. C'est mon oncle, vivant en Perse, qui m'a prise en tutelle. Je suis revenue de Perse en Europe le 16 novembre 1768. »

Elle ne donne pas le nom de son père. Elle se déclare sujette et vassale de Catherine II, et avoir des droits sur Azov, en tant que fief. Elle indique également que son tuteur est Alexandre Galitzine, vice-chancelier et ministre des affaires étrangères de l'empire russe, et pour en convaincre Limbourg, elle lui envoie une copie d'une lettre qu'elle aurait adressée au vice-chancelier.
Manquant toujours d'argent, la princesse se lance dans une nouvelle aventure et fait un projet de loterie, dans lequel elle cherche à attirer Michał Ogiński, mais celui-ci refuse poliment. Elle lui envoie alors, pour le transmettre à la cour de Versailles, un mémoire sur la situation politique en Pologne, mais il répond qu'il en a montré des extraits et qu'« il ne présentait pas d'utilité dans la situation actuelle »,.
Le comte de Limbourg est alors dans une situation financière difficile, à cause de la prodigalité de la princesse. Il est informé de son passé récent et de ses relations grâce aux efforts de von Hornstein. Les rapports fournis par ce dernier montrent qu'elle a menti en disant qu'elle était la pupille de Galitzine. Perdant patience, Limbourg menace de se séparer de sa fiancée. Dans sa réponse, Alina, ou plutôt « sa très haute grâce la princesse Ielizaveta Vladimirskaïa », comme elle commence à s'appeler dans sa correspondance avec la cour du duc, déclare vouloir se rendre à Saint-Pétersbourg pour confirmer officiellement son origine. Elle se donne cette fois comme tuteur « le seul voyageur russe », le comte Ivan Chouvalov. Mais en octobre 1773, elle revient à Oberstein, dont elle se considère comme « la dame suprême ». À la surprise du comte, au lieu de se consacrer à l'étude de la foi catholique, elle commence à fréquenter un temple protestant. Après avoir éloigné tous ses anciens compagnons, elle change sa maison, et s'adjoint Francisca von Melsched, fille d'un capitaine prussien.
Elle se dispute avec son fiancé et, bien que von Hornstein réussisse un moment à les réconcilier, elle rompt pour se lancer dans « une affaire extrêmement profitable ». La suite montre qu'il s'agit de ses prétentions au trône russe.

### Prétentions politiques. Venise

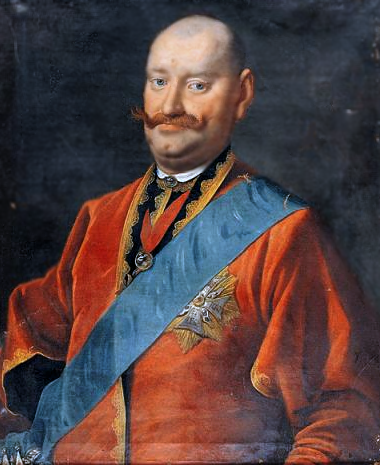
Charles Stanisław Radziwiłł (1734-1790).

À l'automne 1773, un envoyé du voïvode de Vilnius, Charles Radziwiłł, dit « Panie Kochanku », arrive au château d'Oberstein. Après avoir quitté la Pologne, le prince Radziwiłł cherche en effet depuis 1772 à obtenir de la France et de la Turquie une aide pour la confédération de Bar. C'est en son nom qu'est envoyé en Turquie Szymon Kossakowski, maréchal de la noblesse de Smolensk. Il doit mener les négociations pour obtenir du sultan des subsides et l'autorisation de traverser les possessions turques.
Cet homme, venant de Mosbach, dans le grand-duché de Bade, discute pendant des heures en tête-à-tête avec la maîtresse des lieux. Les serviteurs le surnomment « l'inconnu de Mosbach ». On suppose qu'il s'agissait du confédéré Mikhail Domanski, petit noble polonais, pauvre et sans renommée, ancien conciliarque du district de Pinsk,.
En décembre 1773, la rumeur commence à courir que, sous le nom de « princesse Volodomir », se cache une fille d'Élisabeth Ire et d'Alexis Razoumovski, la grande duchesse Ielisaveta ou, comme l'appellent plus tard ses partisans, « Son Altesse Impériale la Princesse Ielizaveta de toutes les Russies ». Le comte de Limbourg révèle à la princesse la rumeur de son origine impériale dans une lettre du 14 juin 1774, envoyée de Bartenstein. Louninski relève que l'usurpatrice a commencé à se prétendre la fille de l'impératrice russe après que le soulèvement de Pougatchev a été connu en Europe. Il avance que les succès de « Pierre III » ont pu l'amener elle aussi à l'idée d'accéder au trône. Il s'interroge sur le fait que la princesse a pu utiliser ce subterfuge plus tôt : en 1770, une jeune femme menant une vie luxueuse à Bordeaux, aux dépens de marchands de la ville, s'est déclarée la fille de l'empereur des Romains François Ier ; les autorités françaises, à la demande de Marie-Thérèse d'Autriche, ont arrêté l'inconnue et l'ont retenue à Bruxelles, où elle a passé un certain temps dans la forteresse ; elle a su s'y attirer les bonnes grâces de Charles de Cobenzl, qui était à l'époque gouverneur général d'Autriche, qui lui a rendu sa liberté. On perd ensuite sa trace, et Lozinski suppose que ce pouvait être la princesse Tarakanova.

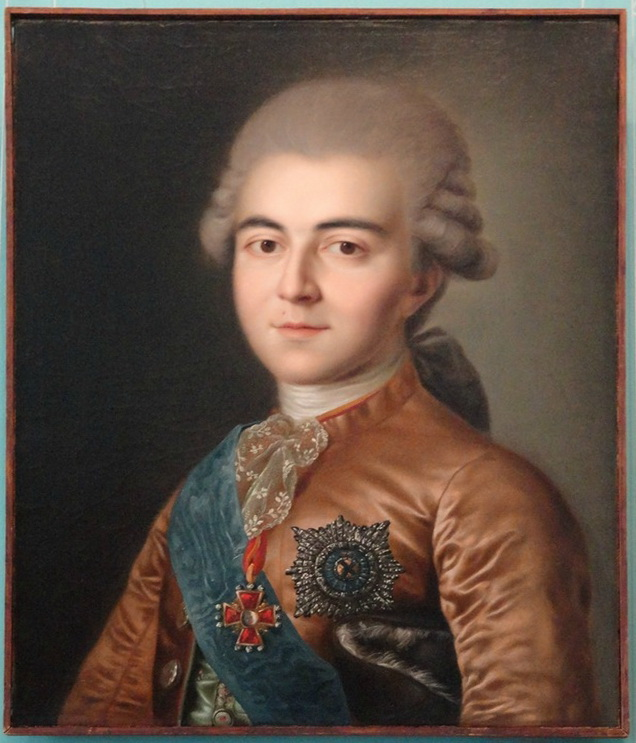
Alexis Razoumovski (1709-1771).

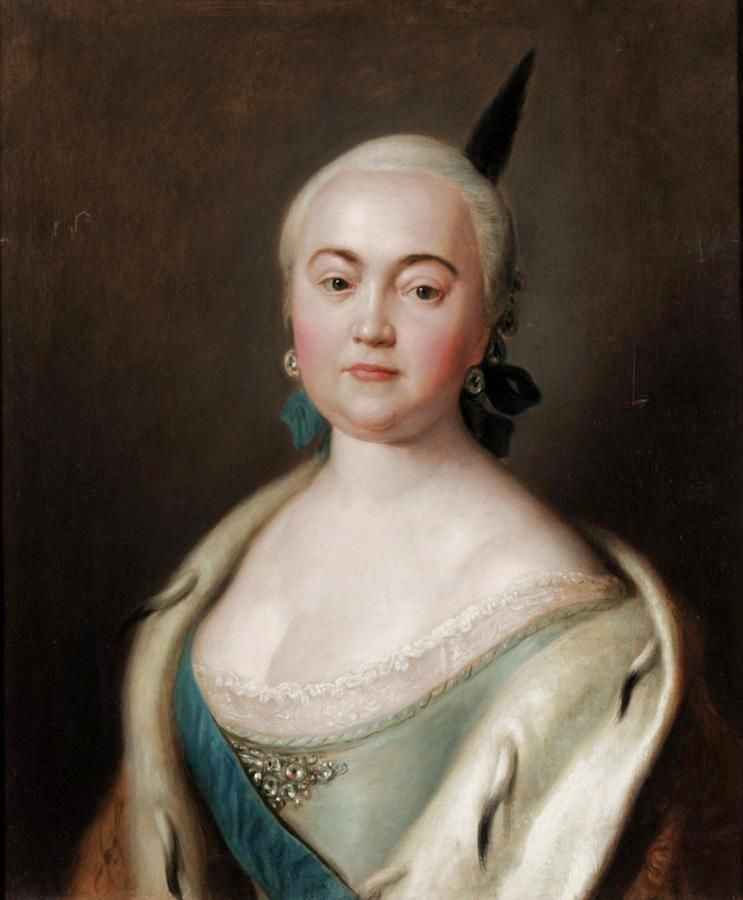
Élisabeth Ire (impératrice de Russie).

Il est possible que la princesse ait rencontré Radziwiłł par l'intermédiaire du comte de Limbourg. Elle a pu voir le voïvode à Mannheim, chez le prince-électeur Charles-Théodore. Le demi-frère de « Panie Kochanku », Hieronim Radziwiłł, est élevé à sa cour. La cousine du comte de Limbourg, la princesse de Hohenlohe-Bartenstein, se mariera avec lui, bien que l'impératrice Marie-Thérèse se soit opposée à ce mariage, ne voulant pas que les Radziwiłł acquièrent des possessions en Allemagne. L'intention du voïvode est effectivement d'échanger ses terres en Lituanie contre le comté d'Oberstein. La princesse Tarakanova le rencontre au début de l'année 1774, dans un lieu inconnu, possiblement une ville allemande. Ils commencent une longue correspondance. Plusieurs chercheurs pensent qu'il est peu probable que le projet d'émettre des prétentions sur le trône russe ait été préparé de longue date : jusqu'en 1773, la princesse n'a jamais fait la moindre allusion à un tel calcul politique.
Louninski dénie que l'idée de cette revendication lui ait été soufflée par son entourage : selon lui, ni Ogiński, ni Radziwiłł et les Domanski, ni Limbourg n'ont pris part à sa conception, et toute l'histoire de la « fille de l'impératrice » naît dans l'esprit de la princesse, qui connaît la situation en Pologne, de même que les problèmes et les espoirs des émigrés polonais depuis sa venue à Paris. Elle n'aurait vu en Radziwiłł — dont la fortune est légendaire, opposant irréductible et ne plaçant que peu d'espoir dans un retournement favorable aux confédérés — qu'une source d'argent frais.
Sur le trajet pour Venise, le comte donne à sa fiancée ce qui lui reste d'argent. Il lui donne également mandat pour des négociations avec le vice-chancelier Golitszyny, en vue du transfert au comte de Limbourg d'une partie de Schleswig-Holstein, le comté de Schleswig-Pinneberg,.
Le 17 mai 1774, la princesse quitte Oberstein en compagnie de Limbourg, qui la conduit jusqu'à Deux-Ponts (Zweibrücken), où il lui promet encore une fois de l'épouser. Dans la suite de son voyage, elle passe par Augsbourg, où elle rencontre von Hornstein, reçoit de lui des fonds supplémentaires pour ses frais, et se dirige ensuite vers Venise, où l'attend Radziwiłł. Von Hornstein la rencontre à nouveau à Zusmarshausen et, après lui avoir donné de l'argent de la part de Limbourg, cherche à la convaincre de ne pas poursuivre son voyage.
À Venise, sous le nom de comtesse de Pinneberg, elle s'arrête dans une résidence de l'ambassadeur de France et mène sa propre cour. Radziwiłł, qui vit à Venise depuis février 1774, lui rend visite. Il la présente deux jours plus tard à sa sœur Théophilia Moravska. Ceci, selon Louninski, témoigne de la proximité des relations entre la princesse et le voïvode de Vilnius, et prouve qu'ils se sont déjà rencontrés auparavant. La princesse reçoit ensuite des visites officielles, dont celles de représentants de la confédération de Bar, ainsi que des aventuriers français et polonais, attirés par les gains qu'ils espèrent des entreprises de la princesse.
Elle éprouve à nouveau des difficultés financières, et s'efforce d'entraîner Michał Ogiński dans le lancement d'un « emprunt russe à l'extérieur », mais celui-ci décline la proposition. La princesse essaie alors d'obtenir un crédit des banquiers locaux, promettant en caution des mines d'agathe d'Oberstein, soi-disant de sa propriété. mais elle ne parvient à obtenir en tout et pour tout que la somme modique de 200 ducats, et elle commence à presser Radziwiłł de partir pour Constantinople. Ogiński, qui séjourne alors en France, ne sait rien des projets de la princesse. Elle s'efforce de le rencontrer à nouveau, mais il refuse, arguant qu'il est « surveillé de près », et que son absence serait remarquée.

### Raguse. Été et automne 1774
Le 16 juin 1774, Radziwiłł quitte Venise avec la princesse. Lors de leur embarquement au port de Malamocco, on lui rend les honneurs comme à une « représentante d'une très haute noblesse ». Sur l'île de Corfou, elle se sépare de Moravskaïa, qui revient chez elle. Le 30 juin, la princesse et son compagnon arrivent à Raguse. Elle s'installe dans une maison du consul de France, le poète René-Charles Bruère Derivaux, prêtée pour un temps à Radziwiłł,.

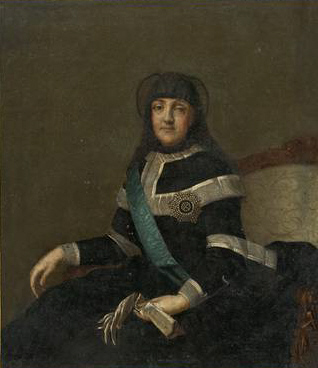
Catherine II en deuil, en 1762, année de la déposition de Pierre III.

Nâdir Châh ou Takhmas, mort en 1747, avant la période où la princesse aurait été élevée en Perse, mais qui pourrait avoir inspiré le personnage du chah Jamas.

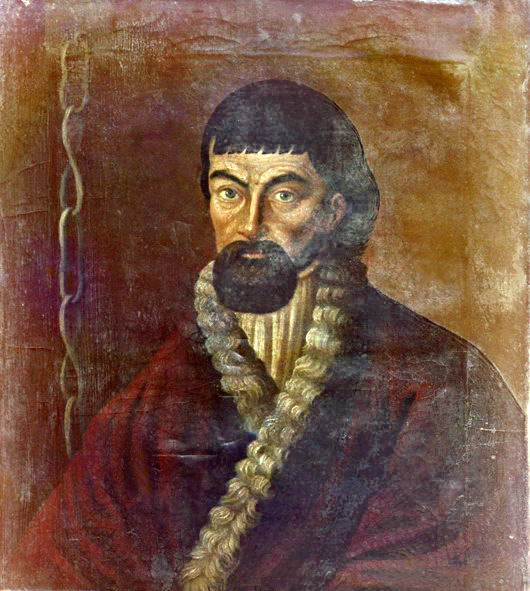
Emelian Pougatchev, meneur de la révolte des paysans russes de 1773-1775.

#### Récit des origines
À Raguse, elle fait connaître une nouvelle version de son origine familiale :
Elle serait née en 1753 d'un mariage morganatique entre Élisabeth Ire et le « hetman de tous les Cosaques » (Alexis Razoumovski), et aurait vécu jusqu'à l'âge de 10 ans auprès de sa mère. À la mort d'Elizabeth, Pierre III, duc de Holstein-Gottorp, qui, selon les allégations de la princesse, n'étant empereur que de nom, n'aurait dû être régent que jusqu'à la majorité de la jeune fille.
Il est en tout état de cause écarté du trône « par trahison », et la nouvelle impératrice, Catherine II, six mois après ces évènements, aurait envoyé sa concurrente dans une colonie de Sibérie.
Un prêtre se serait pris de pitié pour la prisonnière, et l'aurait aidé à fuir et à rejoindre la capitale des cosaques du Don, où des partisans de son père auraient caché la princesse. Mais Catherine l'aurait trouvée, et aurait essayé de la faire empoisonner. La princesse aurait réussi à y échapper, mais, pour protéger la vie de l'héritière du trône, elle aurait été envoyée par ses partisans en Perse, auprès du chah Jamas.
Le chah lui aurait fait donner une éducation brillante, en faisant venir d'Europe des professeurs de langues et d'autres sciences. À ses 17 ans, il lui aurait révélé le secret de sa naissance, et lui aurait proposé de l'épouser. Cependant, ne souhaitant pas abandonner la foi de ses ancêtres, elle aurait préféré partir en Europe, accompagnée par le Persan Gali, désigné spécialement par le chah pour cette mission. Lorsqu'elle aurait pris congé, le chah l'aurait munie d'argent et de bijoux, et, habillée en homme, elle serait ensuite retournée en Russie. Après l'avoir traversée de part en part avec Gali, elle aurait séjourné à Saint-Pétersbourg en hôte chez « des amis influents de son père », et se serait rendue ensuite à Berlin, où elle se serait confiée à Frédéric II. Gali serait alors mort. La suite du récit reprend ses séjours à Londres, puis à Paris, puis en Allemagne, l'« achat » d'Oberstein, et, enfin, son séjour en Italie,.
La prétendue princesse déclare qu'elle a de nombreux partisans en Russie, dont Emelian Pougatchev. Elle écrit ainsi au grand vizir que celui-ci est prince Razoumovski, fils d'un premier mariage d'Alexis Razoumovski, et qu'il emploie toutes ses forces pour porter sa « sœur » au trône.

#### Raguse (suite)
Radziwiłł envoie alors à Constantinople le maréchal de sa cour, Radzichtchevski, pour remplacer Kossakowski, dont la mission a échoué. Il doit obtenir de la Sublime Porte des sauf-conduits pour le voïvode de Vilnius et sa suite, ainsi que des fonds. Dans le cas où la Turquie aurait conclu une paix avec la Russie, Radzichtchevski doit solliciter l'inclusion dans le traité d'une clause de dédommagement du prince.
L'arrivée de Radziwiłł et de la princesse à Raguse est précédée de celle de leurs proches. Un de leurs gens s'efforce d'obtenir deux millions de sequins pour recruter six mille personnes, dont des paysans bosniaques et albanais, en gageant les propriétés de la princesse. Le confédéré Kazimierz Pułaski espère lui aussi rassembler des moyens pour équiper un corps de deux mille ou trois mille soldats, qui doit aller combattre en Pologne. Un certain Panie Klioutchevski hypothèque ses propriétés pour 40 000 sequins et prévoit de rassembler des volontaires, destinés à apporter une aide à Pougatchev, que les conspirateurs appellent Tchoglokov, et dont ils disent qu'il est le fils d'Elisabeth II et de Razoumovski. Il compte, après avoir traversé la Géorgie, compléter ses troupes avec des Kalmouks du Kouban et atteindre Kazan,. Informant Paris des plans des conjurés, le consul Derivaux note que « tout ceci ... ressemble beaucoup à un roman, mais je dois informer votre excellence [le ministre des affaires étrangères] de tout ce qui se produit dans ce petit État »

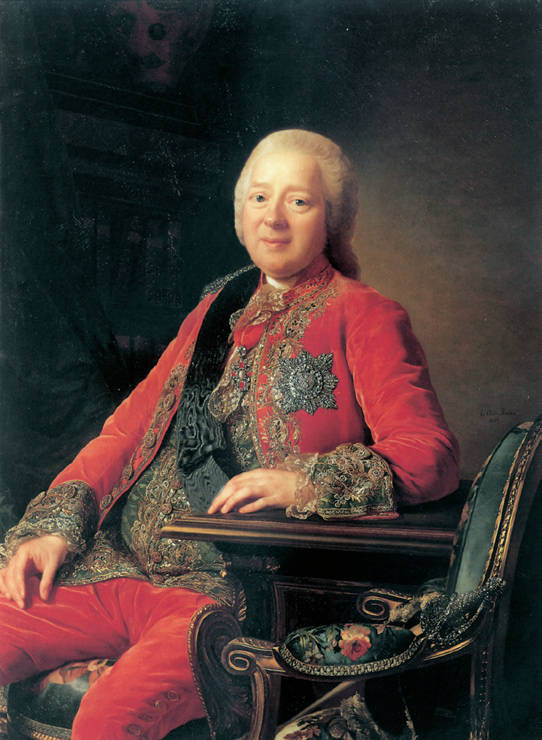
Le comte Nikita Panine, ministre russe des affaires étrangères, en 1777.

Les autorités de Raguse demandent alors à la princesse de quitter la ville, en raison du risque d'une détérioration de leurs relations avec la Russie, déjà ébranlées par le soutien apporté à l'Empire ottoman pendant les guerres. Mais la princesse congédie les députés du Sénat, et ceux-ci sont « contraints de repartir, avec en guise de réponse des sarcasmes à l'encontre de leur lâcheté ». Le sénat de Raguse informe alors de la présence de la princesse le comte Nikita Panine, ministre des affaires étrangères de l'Empire russe. Celui-ci, probablement sur instruction de Catherine II, ne souhaitant pas attirer plus d'attention sur l'aventurière, ne juge pas utile de donner un tour officiel à l'affaire.
La princesse déclare avoir en mains propres à Raguse une copie du véritable testament de Catherine Ire, de même que de ceux de Pierre Ier et de sa « mère » Elisabeth Ire. Dans le dernier de ces documents, il est demandé de couronner comme successeur Elisabeth Petrovna (ce nom apparaissant dans le testament, bien que la princesse prétende être la fille d'Alexis Rasoumovski) lorsqu'elle aura atteint sa majorité, et de lui donner une autorité illimitée sur l'empire. Un membre de la suite de Radziwiłł, au fait des intrigues de la cour de Saint-Pétersbourg, est probablement à l'origine de ces documents. Il est peu vraisemblable qu'ils soient de la main de la princesse Tarakanova : si elle parlait bien le français (langue utilisée à la cour impériale russe), elle l'écrivait de façon « décousue et chaotique ».
Par la suite, les relations entre Radziwiłł et la princesse se dégradent, bien qu'il continue à la traiter avec honneur, comme une personne de rang élevé. La cause de cette discorde est à chercher dans un désenchantement mutuel, et dans le fait que la situation n'évolue pas en faveur des confédérés. Les espoirs du voïvode de constituer un régiment armé pour aider la Turquie dans sa lutte contre la Russie s'effondrent : au lieu des milliers attendus, ils n'arrivent à recruter que 300 personnes. En outre, les autorités ottomanes, après la conclusion du traité de Küçük Kaynarca, font comprendre aux confédérés qu'ils ne sont pas prêts à s'engager dans une nouvelle guerre, et conseillent à Radziwiłł de se réconcilier avec Varsovie. La princesse n'obtient pas le firman lui permettant de séjourner sur le territoire de l'Empire ottoman, sans doute en raison des intrigues de Kalenski, envoyé officiel des confédérés auprès du sultan,.
Le large train de vie de « Panie Kochanku » à Raguse consomme ses dernières ressources ; les banquiers de Rome refusent de prêter à lui et à la « princesse », car il ne leur reste rien qu'ils puissent gager. Les propriétés de Radziwiłł en Pologne sont confisquées. Le voïvodie de Vilnius est vacant. Le prince, comprenant qu'il est dans une impasse et que ses relations avec la « princesse » n'auront pas d'influence sur la position russe, cherche par tous les moyens à mettre fin à cet épisode sans perdre la face. Il fait vraisemblablement obstacle à la publication des testaments falsifiés. Dans une lettre envoyée en Allemagne, la « princesse » se plaint de l'indécision du prince. Le 21 septembre 1774, elle écrit au comte de Limbourg, qu'elle espère encore se rendre à Constantinople, et demande à son ancien fiancé de l'argent. Ses dettes à Raguse, 500 sequins, sont payées par Mikhaïl Domanski.

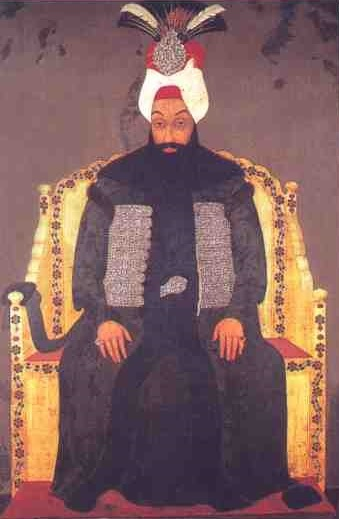
Abdülhamid Ier sultan de l’Empire ottoman de 1774 à 1789.

La « princesse », dans une lettre à von Hornstein, soutient que la nouvelle de la défaite de Pougatchev et de la paix entre la Russie et la Sublime Porte ne correspondent pas à la réalité, et que donc, les conditions désavantageuses du traité de Küçük Kaynarca conduiront forcément à une nouvelle guerre contre la Russie. Dans un message au « sultan Akhmet », elle s'efforce de le convaincre qu'elle peut s'entendre avec le roi suédois Gustave III pour que la Pologne intervienne pour la soutenir, et réussir à rallier les marins de la flotte russe placée sous le commandement d'Alexeï Orlov, qui se trouve alors à Livourne. Une copie de la lettre doit être remise au grand vizir. Toutefois, ayant perdu toute confiance en la « princesse », Radziwiłł n'envoie pas sa lettre à Constantinople, et quand elle procède en faisant un grand scandale à cette expédition, il ordonne à Kossakowski, qui se trouve alors en Turquie, de ne la remettre en aucun cas à ses destinataires. On sait que Radziwiłł se renseigne sur le passé de la « princesse » pendant l'automne 1774. Son secrétaire Bernatovitch, resté à Manheim, demande sur ses instructions des éclaircissements à Limbourg, et reçoit comme réponse que « cette princesse est d'une haute dignité et d'une vertu exceptionnelle ».
La « princesse » est à cette époque dans une situation des plus difficiles. La conclusion de la paix entre la Russie et la Turquie (il ne reste aux conjurés qu'à espérer que le traité ne soit pas ratifié par l'un des deux gouvernements), et la débâcle de Pougatchev lui retirent toute perspective. Quand elle ne reçoit pas pour la seconde fois de réponse du sultan, elle est prise d'une crise de nerfs qui dure trois jours.
Elle continue à écrire au comte Panine à Saint-Pétersbourg et à Gustave III à Stockholm. Mais Hornstein, prudent, et qui a la responsabilité de faire parvenir les deux lettres à leur destinataire, s'en abstient, et cesse de plus toute relation avec la « princesse ». Radziwiłł reçoit cependant 3 000 couronnes du sénat de Raguse (Louninski estime que l'argent a été versé au prince par la communauté juive de la ville) et, au début de novembre, il peut partir pour le Lido. La « princesse » est cible des sarcasmes de ceux qui quelque temps auparavant ont cherché ses faveurs ; dans les journaux de Raguse, on colporte des récits et des rumeurs sur ses amours passées. La cour de Versailles lui refuse son aide et recommande à son consul d'expulser cette « rusée aventurière » qui occupe sa maison. Le seul à lui conserver sa confiance est son fiancé, le comte de Limbourg, et dans ses lettres il essaie de la convaincre de changer de mode de vie. Ne restent auprès d'elle, à part sa suite, que trois Polonais : Tcharnomski, Domanski et l'ancien jésuite Ganetski.

### Alexeï Orlov. Livourne

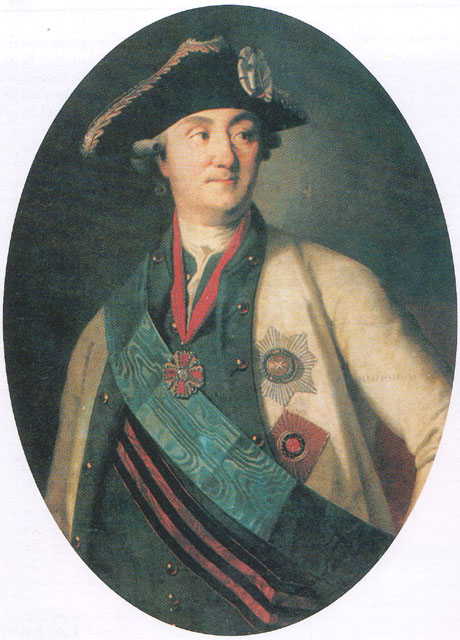
Alexeï Orlov.

Alexeï, le troisième des frères Orlov, se distingue, selon ses contemporains, par son formidable amour-propre, son énergie et son caractère impulsif. Il fait partie des plus fidèles partisans de l'impératrice Catherine II. Avec ses frères, il a pris une part déterminante au coup d'État qui l'a menée au trône. On suppose que c'est lui qui s'est empressé d'informer Catherine de l'arrestation d'un des conspirateurs, Piotr Passek (ru), ce qui a conduit celle-ci à agir immédiatement. En récompense, la nouvelle impératrice le gratifie de 800 serfs, du grade de lieutenant-colonel dans le régiment Préobrajenski, de l'ordre de Saint-Alexandre Nevski, et, conjointement avec ses frères, du village d'Obolenskoïe (Ilinskoïe) dans l'ouïezd de Serpoukhov, avec 2 929 serfs, ainsi que du titre de comte de l'Empire russe. Par la suite, les frères Grigori et Alexeï reçoivent encore d'autres propriétés, et, après avoir échangé l'ensemble contre des villages du domaine de la cour, ils deviennent propriétaires de 9 571 serfs. Grigori Orlov est alors le favori officiel de l'impératrice, et Alexeï exerce par son intermédiaire une grande influence sur les affaires de l'État.
Pendant la guerre russo-turque de 1768-1774, Alexeï Orlov remporte une victoire décisive lors de la bataille de Tchesmé, et participe aux négociations de Focșani, qui sont rompues (selon certains témoignages, en raison de son impatience et de son impétuosité, selon d'autres, parce que les Turcs cherchent à gagner le temps nécessaire pour réarmer et pour préparer une nouvelle offensive),. Il est à partir de 1769 à l'étranger, commandant l'expédition des frères Orlov en Méditerranée. Il participe ensuite au congrès de Bucarest, qui doit discuter des conditions de la paix, mais qui, à nouveau, se termine sans résultat. L'escadre russe arrive à Livourne en 1771, où une base pour la flotte russe a été créée. Orlov continue son action militaire, et se rend de temps en temps à Moscou et à Saint-Pétersbourg. En 1772, après que son frère Grigori a perdu la place de favori, son influence à la cour diminue significativement. Quand Grigori Potemkine succède au faible Aleksandr Vassiltchikov, elle devient pratiquement nulle. Les ennemis d'Orlov, reprenant immédiatement l'offensive, s'efforcent de s'en débarrasser définitivement. Ils dénoncent à l'impératrice les dangers que représentent pour elle les trois frères, mécontents d'avoir perdu leur influence. Leurs intrigues vont jusqu'à envoyer plusieurs fois à Orlov des provocateurs le poussant à intervenir contre l'impératrice ; ainsi, quelque temps avant l'arrivée de la princesse Tarakanova, une certaine dame de Paros, ne donnant pas son nom dans sa lettre, s'efforce de le pousser à la trahison.
Orlov reçoit le 18 août 1774 de la princesse Tarakanova un courrier contenant son « petit manifeste » ou appel adressé aux marins russes. Le grand manifeste, selon ses plans, doit être composé par Orlov lui-même, démontrant de cette façon qu'il s'engage à ses côtés. Une lettre est jointe au manifeste. La princesse s'y identifie comme la fille d'Élisabeth Ire , mentionne le testament fictif de l'impératrice, raconte son enfance auprès de sa mère, jusqu'à l'âge de dix ans, puis auprès du « chah de Perse », explique son projet d'occuper le trône de Russie, avec l'aide de Pougatchev, qu'elle appelle le « prince Razoumovski », et le soutien du sultan turc et d'États européens. Ils promettent à Alexeï Orlov pour sa coopération « soutien, protection » et reconnaissance éternelle. Par précaution, la princesse écrit qu'elle se trouverait en Turquie, protégée par une garde de confiance. Un autre « petit manifeste » est envoyé à Nikita Panine qui, probablement sur ordre de Catherine II, l'ignore et la traite de « vagabonde ».
Orlov fait savoir à Catherine II le 27 septembre 1774 qu'il soupçonne que la cour française est derrière la lettre qu'il a reçue, à l'instigation de la princesse autoproclamée et de Pougatchev :

« Il est souhaitable, très bienveillante souveraine, que Pougatchev soit anéanti, et il serait encore mieux, s'il était pris avant, que l'on sût par lui toute la vérité. Je soupçonne toujours vraiment que les Français se sont mêlés à cela, sentiment dont je vous avais déjà fait rapport, et que renforce la réception de cette lettre d'une personne inconnue. Est-ce elle, ou non, je ne sais pas, et si je n'étais pas maitre de moi-même, je lui attacherais une pierre au cou et la mettrais à l'eau (…) j'ai envoyé un officier fidèle, et je lui ai demandé de discuter avec cette femme, s'il trouve quelque chose de douteux, dans ce cas je promettrais en parole mes services, et je l'inviterais à venir ici pour s'entretenir avec moi, à Livourne. Et à mon avis, si on trouve cette folle, alors en l'amenant par ruse sur un vaisseau, on peut l'envoyer directement à Kronstadt. J'attendrai des instructions pour cela : ordonnez-moi de quelle manière je dois agir dans ce cas, que je puisse le faire avec le plus grand zèle. »

Ainsi, le plan d'attirer la princesse sur le vaisseau-amiral et de l'emmener en Russie, à l'évidence, est le fait du seul Orlov. Cependant, Mikhaïl Longuinov (ru) fait l'hypothèse que ce serait Orlov, sévèrement blessé par sa disgrâce, qui aurait cherché à entrer en contact avec la princesse, après lui avoir envoyé à Rome un de ses officiers, Khristinik, et en même temps se serait empressé de rendre compte de la lettre qu'il avait reçue à Catherine II, jouant ainsi un double-jeu, et cherchant un avantage, peu importe le côté victorieux. Des recherches ultérieures réfutent cette version, en montrant que le premier contact entre Orlov et la princesse a lieu au début de l'année suivante, en 1775, et qu'il a reçu l'autorisation de Catherine II, qui a donné à Orlov le 12 novembre 1774 l'ordre de « s'emparer de celle qui usurpe son nom quoi qu'il advienne ».
Sans attendre la réponse de Saint-Pétersbourg, Orlov, qui soupçonne que l'inconnue de Paros et la princesse sont une seule et même personne, envoie sur l'île un de ses officiers de confiance, un Serbe au service de la Russie, le comte Ivan Voïnovitch. Celui-ci comprend rapidement que l'intrigante de Paros est la femme d'un marchand de Constantinople, dotée « d'un caractère arrogant et d'un tempérament absurde », et il n'exclut pas qu'elle soit manipulée par la cour de Constantinople, cherchant par là à compromettre Orlov ou à le conduire à la trahison.
José de Ribas, futur fondateur d'Odessa, fin diplomate habile, est alors envoyé en Italie à la recherche de la princesse. À la fin décembre, un courrier, Miller, apporte la réponse de Saint-Pétersbourg :

« Si possible — écrit Catherine II —, faites-la venir dans un endroit d'où vous pourrez, par ruse, la faire passer sur un de nos vaisseaux, et la faire venir sous bonne garde ici. »

Catherine II ignore les allégations de la princesse Tarakanova selon lesquelles la flotte turque la protégerait. Elle sait, par les rapports de Raguse, où elle se trouve et, comme elle ne craint pas une confrontation avec la faible République, elle « autorise » Orlov, en cas de refus de ses autorités de livrer la « créature », à « faire emploi de la menace, et si une punition était nécessaire, … de lancer quelques bombes sur la ville ».
Orlov est prêt à accomplir ces instructions, mais la princesse a entretemps réussi à quitter Raguse.

### Hiver 1775. Rome
De Raguse, la princesse se rend à Naples, puis à Rome, où elle se fait appeler comtesse de Pinneberg, et s'installe sur le Champ de Mars. Elle y mène une vie renfermée, ne sort que pour des promenades en voiture, derrière des rideaux baissés. Seuls ses compagnons peuvent rentrer librement chez elle. Ganetski se présente rapidement chez elle, comme par hasard, l'appelant la « princesse russe », et cette nouvelle fait le tour de la ville. Sa santé est à cette époque sérieusement atteinte, et son médecin, Salicetti, l'astreint à un régime sévère. Dès que Ganetski obtient de l'argent, elle l'interrompt et revient à ses habitudes luxueuses.

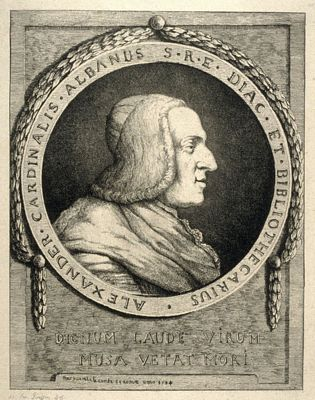
Le cardinal Alessandro Albani.

Le pape Clément XIV vient de mourir, et les tentatives de la princesse d'entrer en relation avec le cardinal Albani n'ont aucun succès, celui-ci devant rester enfermé dans le palais du Vatican jusqu'à l'élection du nouveau pape. Enfin, tôt le matin du 1er janvier 1775, Ganetski réussit à voir le cardinal (celui-ci parlait par une fenêtre à son neveu). Alessandro Albani envoie, pour une entrevue avec la princesse, son secrétaire, l'abbé Roccatani. Il est introduit dans la maison du Champ de Mars par une pièce où s'affaire la suite de la princesse, et celle-ci discute avec lui en tête-à-tête. Elle « fait la preuve », selon Roccatani, « soit de sa sagesse, soit de beaucoup de rouerie ».
Elle aborde dans la conversation la situation de la Pologne, raconte ses voyages et montre son attirance pour la religion catholique. Elle remet une lettre pour le cardinal à Roccatani, dans laquelle elle soutient qu'elle possède des droits sur le trône russe. Le 8 janvier, la princesse, pour se rappeler à son attention, montre à Roccatani une copie de ses lettres aux Turcs ; à Orlov, le 11, les lettres de Limbourg et de von Hornstein qui lui sont adressées, et le 14, le « testament » de l'impératrice Élisabeth. Elle raconte que Limbourg a demandé pour leur mariage qu'elle embrasse la foi catholique, mais qu'elle n'a pu s'y résoudre, pour ne pas se fermer le chemin menant au trône russe. L'aventurière confie à Roccatani que, quand elle sera au pouvoir, elle s'efforcera par tous les moyens « que le peuple russe reconnaisse l'autorité de l'Église romaine ». Elle cherche à obtenir de la Curie un appui pour obtenir de l'archevêque électeur de Trèves un crédit de 7 000 couronnes.
Un certain pater Liadeye, ou Lindaye, qui a servi en Russie, raconte à Roccatani qu'il a rencontré la princesse dans le Palais d'Hiver, et qu'elle était la femme d'un des princes Oldenbourgki, cousin de Pierre III. L'abbé oublie alors tous ses doutes, et le cardinal lui-même manifeste un vif intérêt pour les réflexions de la princesse. Conservant une certaine distance, il enjoint à son secrétaire d'être prudent et informe de tout le conseiller de Stanislas II, le chanoine Guijiotti.
La santé de la princesse continue entre-temps à se détériorer, elle tousse du sang de plus en plus souvent, et des attaques de fièvre la retiennent au lit. Elle fait comprendre à Roccatani qu'elle souhaite aussi attirer de son côté le roi Stanislas, mécontent du partage de la Pologne, ainsi que Gustave III, avec ses prétentions sur le rivage de la Baltique, et les Turcs. Mais la rencontre avec le représentant polonais auprès du Vatican, le marquis Tommazo d'Antichi, qui a lieu le 16 janvier grâce à Roccatani, n'amène pas de résultats. D'Antichi rend hommage à l'esprit et au charme de son interlocutrice, mais se rend compte qu'elle attend seulement de l'argent de lui. Selon la princesse, il lui est nécessaire pour rencontrer Frédéric II et Stanislas. Après avoir indiqué que Poniatovsky devait sa couronne à Catherine II et qu'il n'irait pas contre sa protectrice, d'Antichi lui conseille instamment de cesser ces jeux politiques. Il se convainc que les récits sur sa jeunesse en Perse sont une fiction, et qu'il est plus vraisemblable qu'elle a grandi en Allemagne. Le 19 janvier, il conseille à nouveau à la princesse d'abandonner ses projets : « toute autre attitude se révélera dangereuse et contraire au devoir et à la voix de la conscience ».
La princesse promet de suivre son conseil, mais recrute en secret des partisans et se répand en courriers. Peu de temps auparavant, le représentant de Trêves à Rome refuse de lui verser de l'argent. Le 24 janvier, elle reçoit par Roccatani une réponse du cardinal Albani, qui dissipe ses derniers espoirs de soutien des banquiers romains. Elle n'a plus de moyens, et Ganetstski, qui mène sa maison, fuit les créanciers. Se retrouvant dans une situation désespérée, elle demande un prêt au représentant anglais à Naples, Hamilton, se présentant à lui « incognito ». Celui-ci retransmet une lettre de la princesse au consul à Livourne, Sir John Leak, qui la remet à Alexeï Orlov, jusqu'alors vainement à la recherche de l'usurpatrice.
Orlov envoie immédiatement à Rome l'adjudant-général de son escadre, Ivan Khristinek, avec l'instruction de gagner la confiance de la « princesse de Vladimir », et de l'attirer par n'importe quel moyen à Pise. Arrivé à Rome, Khristinek se présente immédiatement chez elle et se renseigne auprès de ses serviteurs, en se montrant intéressé par ses projets. Invité enfin chez l'aventurière, qui est obligée par sa santé de le recevoir alitée, Khristinek lui indique qu'il est le représentant du comte Orlov, et l'invite à venir discuter avec lui à Pise. En même temps, sur instruction d'Orlov et d'Hamilton, le représentant anglais à Rome, Jenkins, lui rend visite et propose de lui ouvrir un crédit illimité.
Cependant, apparemment méfiante, la princesse adresse un refus à l'un et à l'autre ; mais ses réserves ne durent pas longtemps, dans la mesure où elle est menacée de prison pour dette. Après avoir finalement accepté l'aide de Jenkins, elle rembourse 16 000 couronnes à ses créanciers, et en envoie 7 500 à Radziwiłł. Cédant aux arguments de Khristinek, elle se prépare à se rendre à Pise. Elle dit au cardinal Albani qu'elle compte prendre le voile, et à Tommazo d'Entiché qu'elle part en Allemagne et qu'elle arrête la politique. Albani, à qui elle a demandé de lui retourner les documents qu'elle lui avait remis, a du mal à la convaincre qu'il les a détruits.

### Pise

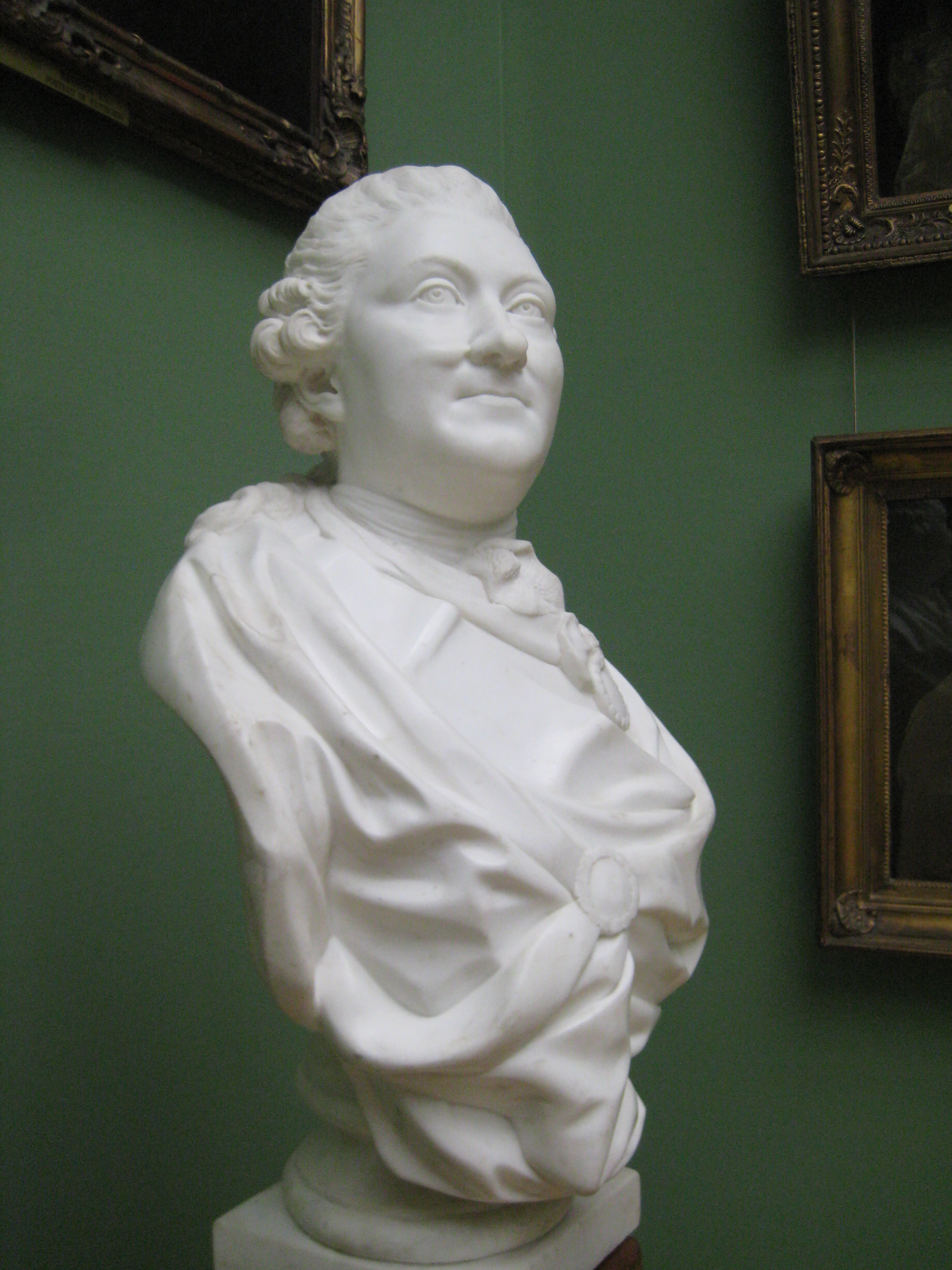
Alekseï Orlov en 1778.

Le 11 février, après avoir encore emprunté 2 000 couronnes à Jenkins pour le travail, la princesse, sous le nom de « comtesse Zelinskaïa », part pour Pise, qui appartient alors à la couronne d'Autriche. Khristinek la suit un peu plus tard. Elle est accompagnée par Domanski, Tcharnomski, sa chambrière von Melsched et ses gens, en tout soixante personnes. Orlov exagère probablement dans son rapport à l'impératrice l'importance de sa suite, vraisemblablement parce qu'il a lui-même payé les frais. Il trouve pour l'usurpatrice un palais, dans lequel elle s'installe le 15 février.
Il se hâte de se présenter à la princesse. Selon les souvenirs des contemporains, il se conduit avec elle de façon seigneuriale, se présentant en uniforme de parade avec toutes ses décorations et respectant strictement toutes les règles de l'étiquette. Elle est d'abord méfiante à son égard, lui racontant à peine son passé, qui cette fois est qu'elle aurait été emmenée enfant de Russie par un prêtre et plusieurs femmes qui lui apportaient leur aide, puis que leurs ennemis les auraient rejoints et auraient tenté de l'empoisonner ; elle n'aurait survécu que par miracle. Elle aurait par la suite été élevée en Perse, où elle aurait encore maintenant de puissants soutiens, se serait rendue à sa majorité en Russie, par la Volga jusqu'à Saint-Pétersbourg, puis aurait rejoint la Prusse par Riga et aurait rencontré à Potsdam incognito le roi Frédéric II, aurait ensuite vécu à Paris, prenant pour conserver le secret le nom de « princesse Vladimirskaïa ».
Elle confie également être très proche de princes puissants en Allemagne, parmi lesquels le comte de Limbourg, et qu'elle a le soutien inconditionnel de la Suède, de la Prusse, et de la confédération de Bar, qu'elle peut presque sans faute compter sur le soutien de l'Autriche et qu'elle se rendra rapidement à Constantinople, où la représente actuellement un Perse parlant neuf langues étrangères. Elle ne mentionne pas Pougatchev, bien que la nouvelle de son exécution ne lui soit pas encore parvenue.

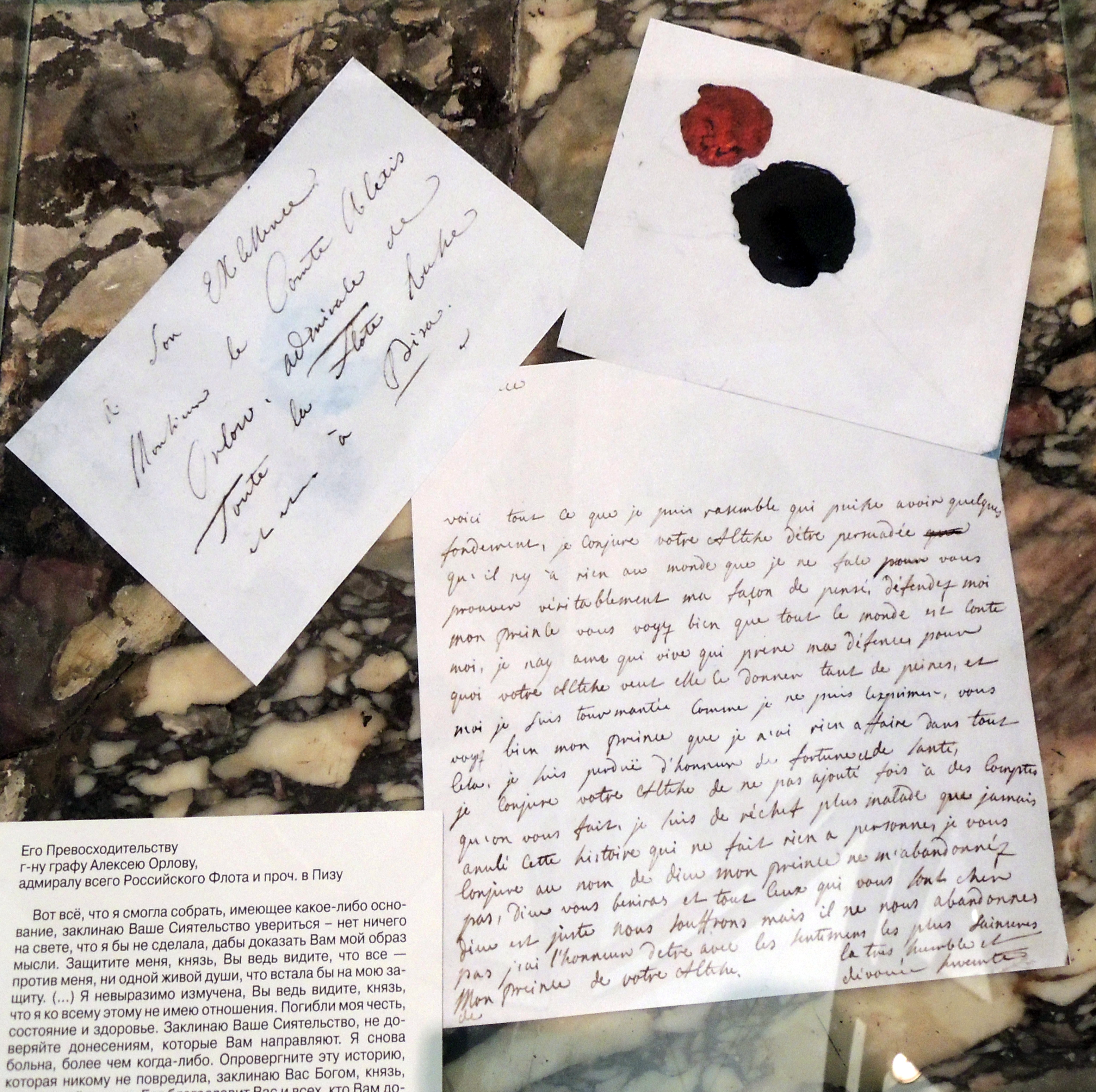
Lettre de la princesse au comte Orlov, écrite en français.
Voici tout ce que je puis rassemble, qui puisse avoir quelques fondements, je conjure votre altesse d’être persuadée qu’il ny à rien au monde que je fasse pour vous prouver véritablement ma façon de pensé. Défendez moi mon prince vous voyez bien que tout le monde est contre moi, je nay ame qui vive qui prenne ma défense, pour quoi votre altesse veut elle se donner tant de peines et moi je suis tourmentée Comme je puis lexprimer, vous voyez bien mon prince que je n’ai rien affaire dans tous cela, je suis perduë d’honneur de fortune et de santé, je conjure votre altesse de ne pas ajouté fois à des comptes qu’on vous fait. Je suis de réchef plus malade que jamais anulé cette histoire qui ne fait rien à personne je vous conjure au nom de dieu mon prince ne m’abandonnéz pas, Dieu vous beniras et tous ceux qui sont chers Dieu est juste nous souffrons mais il ne nous abandonnes pas, j’ai l’honneur detre avec les sentimens les plus sainserres. Mon prince de votre Altesse. la très humble et dévouée servante.

Aleksei Orlov, rapportant tout cela à l'impératrice, mentionne des papiers de la princesse sur lesquels il a pu jeter un œil : « J'ai quelques doutes sur un de nos boyards, et il est très possible que je me trompe, j'ai seulement vu beaucoup de lettres en français sans signature, et leur écriture m'a parue familière ». Il soupçonne en fait Ivan Chouvalov de conspirer avec la princesse, mais il ne peut aller plus loin. Quand les lettres seront apportées en Russie avec les autres documents de la princesses, le général-feldmarchal Golitsyne arrivera à la conclusion qu'elles ont été écrites par le comte Limbourg.
La princesse et Orlov en viennent à sortir ensemble en grand équipage, à se montrer auprès des notables de la ville et à l'opéra. Le bruit court qu'Orlov et la « comtesse Zelinskaïa » sont amants. Il est également certain qu'Orlov lui propose le mariage et que, comme il l'écrit à Catherine II, qu'il l'a fait « seulement pour accomplir la volonté de [votre] grandeur », mais l'usurpatrice ne se résout pas au mariage tant qu'il ne l'a pas « mise sur le trône russe ». Surtout, la princesse ne compte pas s'engager immédiatement dans une lutte pour le trône, et, ayant obtenu de l'argent d'Orlov, espère temporiser plutôt que de concrétiser son projet. Elle fait comprendre au comte qu'elle doit partir en Turquie, où elle a déjà envoyé son homme de confiance. Placé dans cette situation, Orlov doit agir immédiatement pour ne pas laisser la princesse s'échapper. Il n'a cependant pas la possibilité d'enlever la princesse à Pise, car ses domestiques et la police de la ville pourraient s'y opposer, d'autant plus que la ville bruit de la rumeur que derrière le nom de « comtesse Zelinskaïa » se cache l'héritière du trône russe. Dans un rapport à Catherine II, Orlov souligne à quels dangers il s'expose : « me trouvant hors de ma patrie, dans une place étrangère, je dois me garder du feu ou des coups des complices de cette scélérate », et il écrit encore après l'arrestation de l'usurpatrice qu'« il a toujours redouté les jésuites, et il y en a avec elle dans différents endroits ».

### Enlèvement
Agissant de concert avec Alekseï Orlov, le consul anglais Dick lui écrit une lettre, selon laquelle de prétendus heurts entre Anglais et Russes à Livourne rendraient nécessaires sa présence pour rétablir le calme. Celui-ci se rend immédiatement dans la ville et propose à la princesse de l'accompagner pour voir la flotte russe. Orlov et Khristinek arrivent à la persuader de ne pas prendre avec elle sa suite pour ce court voyage. Le 22, avec sa camériste, von Melsched, deux valets de chambre italiens et trois Polonais, elle part pour Livourne.
À Livourne, Orlov et l'usurpatrice s'installent chez le consul anglais. Le lendemain, le 25 février, les Dick donnent un dîner en leur honneur, auquel participent le contre-amiral Samuel Greig et son épouse,. Pendant le repas, la conversation court sur la flotte russe et la princesse en vient à souhaiter de la visiter. Son désir est immédiatement exaucé et, avec sa suite, accompagnée d'Orlov et de Khristinek, elle se rend sur le vaisseau amiral.
On descend pour elle une chaise du navire en grand pavois, le Saint Mégalomartyr Isidore, l'usurpatrice est saluée par des « hourras » et les honneurs impériaux. Les officiers et les matelots portent pour l'occasion leur uniforme de parade, une table est dressée dans la cabine de l'amiral Greig, avec des desserts luxueux, et on porte un toast en l'honneur de la « princesse Ielizaveta ». La foule, qui s'est rassemblée dans le port pour le spectacle, n'est pas déçue : l'escadre se range comme pour des manœuvres militaires.
La princesse monte sur le pont et, captivée par le spectacle, elle ne remarque pas que toute la société qui l'entoure disparaît soudain, avec à sa tête Orlov et Greig, et qu'il ne reste avec elle que son serviteur et deux Polonais. Le capitaine de la garde, s'approchant d'elle, l'informe officiellement qu'elle est mise aux arrêts, ainsi que Khristinek, pour ne pas éveiller de soupçon sur la participation d'Orlov à son arrestation. Elle est amenée dans une cabine avec sa femme de chambre. Les gens qui l'accompagnent sont séparés et transférés sur d'autres vaisseaux.
Elle écrit alors une lettre à Orlov, dont on lui a dit qu'il a aussi été arrêté, dans laquelle elle l'assure de son amour immuable, et demande de l'aide pour sa libération. Continuant à jouer la comédie, le comte, qui se trouve à Livourne, lui adresse une lettre en allemand, dans laquelle il déclare qu'il est lui-même « sous garde », mais qu'il fera tout pour fuir et la libérer. La lettre a pour but de dissuader la captive du suicide. Au même moment, les émissaires du comte quittent Pise toutes affaires cessantes, pour s'emparer des biens et des papiers de l'usurpatrice, et pour donner congé à sa suite. Craignant que des personnes malintentionnées puissent utiliser contre lui à la cour ses relations avec la princesse, Orlov assure à Catherine II qu'il lui a été toujours loyal.
Selon Dick, il se présente devant lui le lendemain de l'arrestation maussade et de mauvaise humeur. Il demande à Dick quelques livres étrangers pour elle.
L'arrestation de la princesse provoque des troubles à Livourne, Pise et Florence. Selon certains témoins, le duc de Toscane Léopold exprime son irritation face à une telle violation du droit international, mais il ne reçoit aucune réponse de Russie, et son frère Joseph II serait prêt à donner l'ordre de retenir la flotte russe dans le port avec l'usurpatrice à son bord. Pendant deux jours où l'escadre russe est encore en rade, elle est constamment entourée de bateaux où s'amassent les habitants de la ville, et c'est seulement les rangs de soldats sur le pont, qui menacent d'ouvrir le feu, qui les maintiennent à distance respectueuse.
Le 26 février, l'escadre lève l'ancre. Un médecin personnel est placé auprès de la princesse, et sa femme de chambre reste avec elle. Orlov part de Pise par la route, Khristinek est envoyé avec un rapport sur la capture de la princesse à Saint-Pétersbourg, avec la consigne d'en donner tous les détails oralement. Au printemps 1775, Orlov dîne chez l'ambassadeur russe à Venise avec Radziwiłł, qui présente ses excuses à Catherine II. Orlov lui promet une réconciliation avec l'impératrice.
Selon les souvenirs de l'amiral Greig, il a beaucoup de mal à remplir sa mission. Jusqu'à l'arrivée au port de Plymouth, la princesse est calme, comme si elle espérait encore l'aide d'Orlov. Cependant, pendant l'escale, comme ni Orlov, ni une lettre de lui ne l'attendent, elle est prise d'une crise de nerfs et s'évanouit. Quand elle est amenée sur le pont pour reprendre ses esprits, elle s'échappe, essaie de sauter du bord et de nager directement vers une barque de pêcheur. Ce n'est qu'au dernier moment qu'on arrive à la retenir.
Au même moment, le bruit court en Europe que les vaisseaux russes sont à Bordeaux, où Orlov a de sa propre main exécuté la princesse. Cette rumeur persistante n'a cependant rien à voir avec la réalité. L'escadre lève l'ancre de Plymouth où, selon Greig, elle suscite une hostilité croissante de la part de la population locale. Les vaisseaux se dirigent vers la mer Baltique et le 18 avril ils mouillent à Øresund, où ils sont bloqués par les glaces ; le 11 mai, ils arrivent à Kronstadt.

### Emprisonnement, instruction et décès

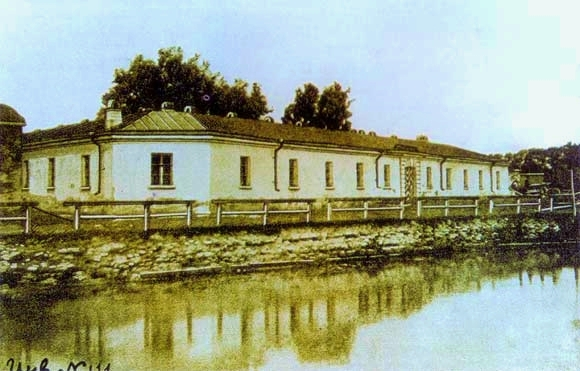
La Raveline Alekseïevski en 1880.

À son arrivée, accomplissant l'ordre d'Orlov, Greig envoie immédiatement à l'impératrice un courrier. Le 16 mai, Catherine signe l'ordre de remettre l'usurpatrice au gouverneur-général de Saint-Pétersbourg, le prince feld-maréchal Alexandre Golitzine. En soirée, le 24 mai, Golitzyne la fait chercher par un capitaine du régiment Préobrajensky, Aleksandr Matveïevitch Tolstoï, après lui avoir fait jurer de garder un secret éternel. Tolstoi, avec quelques hommes de confiance, aborde le vaisseau de ligne Saint Mégalomartyr Isidore et, après avoir attendu la tombée de la nuit, transfère la princesse, Domanski et Tcharnomski, cinq serviteurs et la femme de chambre dans la forteresse Pierre-et-Paul. Sur l'ordre de l'impératrice, la prisonnière et ses compagnons sont séparés. Le commandant Tchernichov les répartit dans les casemates de la Raveline Alekseïevski. Quelques jours plus tard, la princesse, malade, est conduite dans les sous-sols de la maison du commandant.

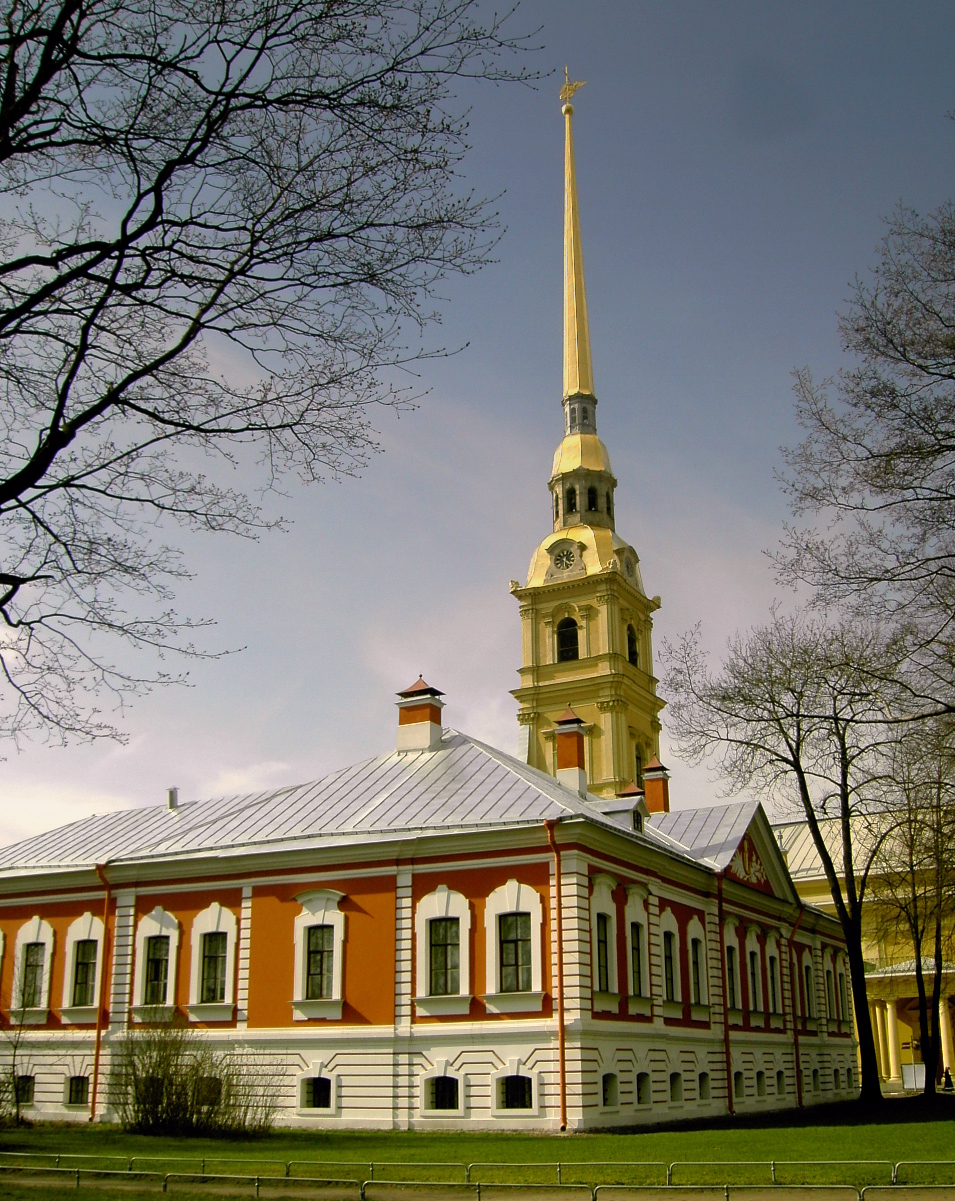
La maison du commandant de la forteresse Pierre-et-Paul, dans laquelle la princesse est emprisonnée jusqu'à sa mort.

Catherine, alors à Moscou, suit attentivement le cours de l'enquête. Tcharnomski, dans sa déposition, cache que les confédérés préparaient au printemps 1774 une nouvelle mission auprès du Sultan. Il présente son voyage de Raguse à Venise comme une affaire privée, lié à la prétendue nécessité de rembourser une dette, et indique qu'il a accompagné Domanski comme un ami,. Domanski déclare qu'il a fait connaissance de la princesse à Venise, avant son départ à Raguse, qu'elle a demandé à Radziwiłł de l'accompagner à Constantinople, et que le voïvode de Vilnius la considère comme de lignée royale polonaise. Radziwił, d'après Domanski, a douté ensuite de la probité de la princesse, et s'est opposé à la transmission des lettres de l'usurpatrice au sultan. Domanski reconnaît qu'il était épris de la princesse, et qu'il l'a considérée au début comme la fille de l'impératrice. Il l'aurait suivie à Raguse par amour, la prenant en pitié, et aussi parce qu'il lui a prêté de l'argent et qu'il a espéré être remboursé.
Le premier interrogatoire de la princesse a lieu le lendemain, le 26 mai. L'impératrice a dressé une liste de neuf points pour l'interrogatoire. Il a lieu en français ; le secrétaire de la commission d'enquête est l'assesseur du collège des affaires étrangères, Vassil Ouchawov. Il consigne les dépositions en russe, et les traduit immédiatement à la princesse avant qu'elle ne signe le protocole.
Dans l'interrogatoire, la princesse donne des indications sur son enfance. Elle soutient qu'elle a passé ses premières années à Kiel chez une certaine madame Peré ou Peron, et qu'ensuite, en 1762, à l'âge de 9 ans, elle a été conduite avec sa nourrice Katerina (quelqu'un du Holstein) à Saint-Pétersbourg, que l'on lui a promis ensuite de l'emmener à Moscou chez ses parents, mais qu'au lieu de cela, elle a été emmenée à la « frontière perse », et s'est installée chez une « vieille femme cultivée », où elle a survécu par miracle à une tentative de Pierre III de l'empoisonner.
L'année suivante, en 1763, avec l'aide d'une « Tatare », elle parvient à fuir avec sa nourrice à Bagdad, où elle vit « chez un riche perse, Hamet » et au bout d'un an se rend à Ispahan chez un certain « prince Gali », qui lui dit sans arrêt qu'elle est la fille d'Élisabeth Ire de Russie. En 1769, à cause des troubles qui éclatent en Perse, Gali revient sous le nom de Krymov en Russie, présentant la princesse comme sa fille. Évitant Astrakhan et Saint-Pétersbourg, ils quittent finalement la Russie et arrivent, par l'Allemagne et la France, à Londres où, contrainte de quitter son protecteur pour une raison inconnue, la femme retourne à Paris et prend le nom de « princesse Ali ».
Par la suite, selon ses déclarations, elle se rend en Italie, pour être à nouveau en relation avec Gali et obtenir de lui l'argent nécessaire pour défendre les droits du comte de Limbourg sur le duché du Holstein. Dans le même temps, elle s'efforce de se rendre en Russie, pour rendre un service au gouvernement « dans l'intérêt du commerce russe, en ce qui concerne la Perse » mais aussi pour éclaircir l'identité de ses parents, et obtenir de l'impératrice Catherine un nom et un titre. En Italie, elle rencontre Radziwiłł, qui la convainc avec d'énormes efforts de se rendre avec lui à Constantinople. Elle arrive difficilement à le persuader de « renoncer à des mesures irréalisables » et nie sa parenté avec Elisabeth Ire, ne possédant aucune preuve. La princesse insiste sur le fait que ce n'est pas elle qui a prétendu être la fille de l'impératrice russe, mais ceux qui l'entouraient (le « prince Gali », des « gens connus » en France, Radziwiłł).
Les documents saisis à Pise ont été, selon ses déclarations, reçus de Raguse en juillet 1774 dans un envoi anonyme. Une lettre lui demandant de se rendre à Constantinople (ce qui devait sauver la vie de nombreuses personnes) était jointe au paquet, avec les « testaments », ainsi que des papiers destinés à être remis au sultan. La princesse a lu la lettre au sultan et, selon ses mots, a refusé de faire le voyage et a gardé les papiers par devers elle. Dans l'envoi anonyme, il y avait aussi un paquet adressé à Orlov. La princesse l'a caché, après en avoir fait une copie rangée dans ses papiers, scellée de son sceau et envoyée à Livourne.

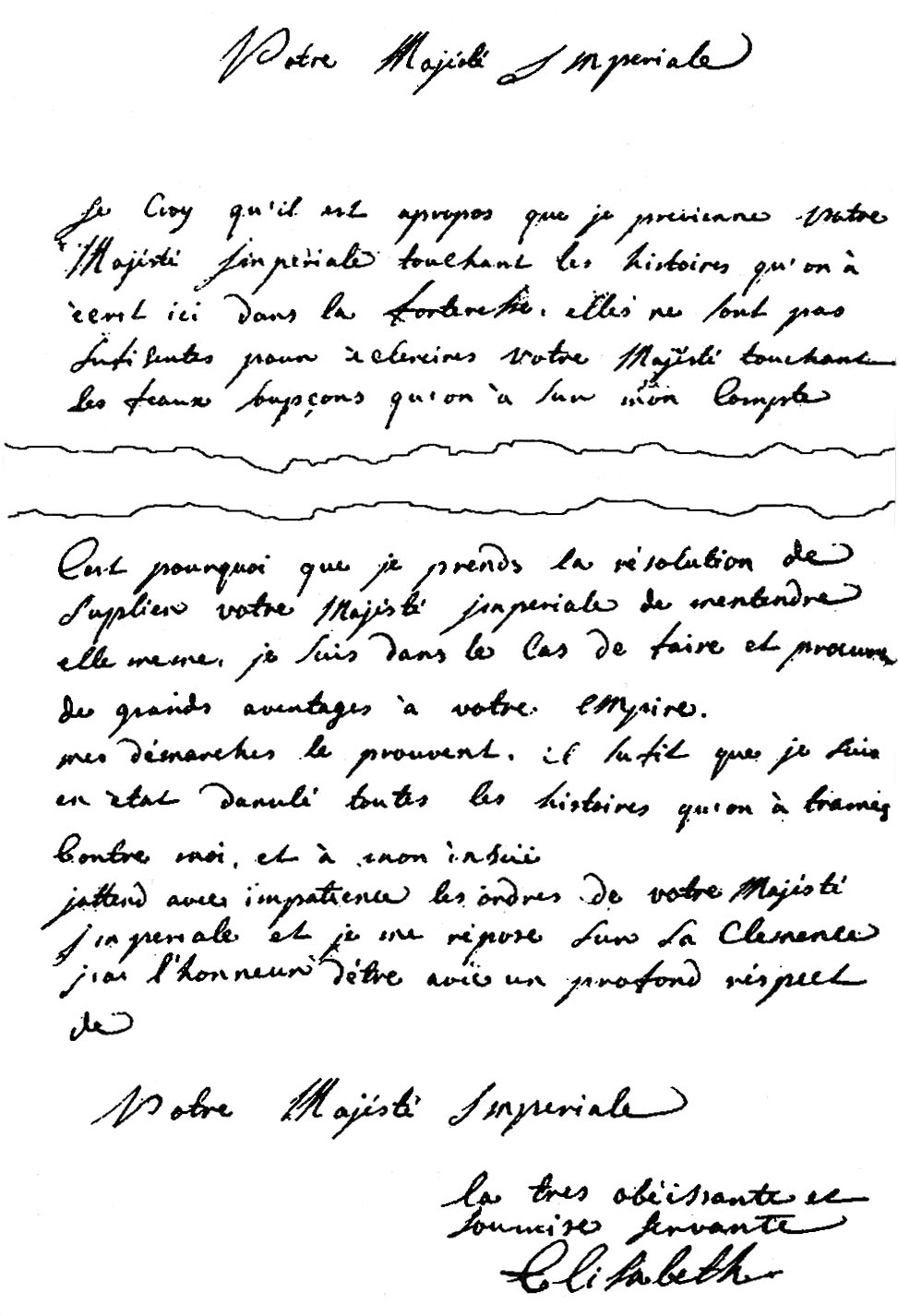
Lettre adressée par la princesse à Catherine II de la forteresse Pierre-et-Paul.

Désirant amener l'aventurière à parler plus ouvertement, ses interrogateurs la nourrissent à peine, et un officier et deux soldats sont en permanence dans sa chambre. Elle continue à soutenir la véracité de ses dépositions. Elle en appelle à ceux qui peuvent raconter sa vie : Limbourg, Oginski, le baron Weidberg (général au service de la France), Sartine (ministre français) et de Marène[Qui ?]. Cependant, aucun de ces personnages ne peut apporter de faits probants sur ce qui intéresse le plus les enquêteurs, à savoir son origine. Elle écrit plusieurs lettres à Golitsyne et une à Catherine, à qui elle demande un entretien personnel, assurant qu'elle peut « apporter beaucoup de profit » à l'empire en organisant le commerce avec la Perse. En signant « Elisabetta », elle irrite grandement Catherine, comme elle l'écrit à Golitsyne :

« … il convient d'ajouter que nul n'a le moindre doute du fait qu'elle est une aventurière, vous lui conseillerez, qu'elle baisse le ton et qu'elle avoue sans détour qui l'a poussée à jouer ce rôle, et quelle est son origine, et qui donc a monté cette fourberie. »

Le 29 juin, Golitsyne reçoit 20 nouveaux « points d'interrogation », probablement fixés par Catherine II. Il ne s'agit pas seulement de questions pour les enquêteurs, mais également d'une analyse critique des déclarations de la prétendue princesse. L'impératrice donne à comprendre, dans la lettre à Golitsyne, qu'elle considère tout ce qui a été dit par elle comme mensonger, qu'elle n'envisage pas de la rencontrer, et qu'elle exige maintenant que l'interrogatoire permette de savoir « quand et où l'usurpatrice a accepté, et qui l'a aidée en premier à cela ». Même lors de la confrontation avec Domanski, la femme ne reconnaît pas avoir dit qu'elle était une princesse russe. Dans un rapport à l'impératrice du 13 juin, Goltsyne indique de la détenue que « son âme dérangée est capable des plus grands mensonges et tromperies ». Entretemps, son état de santé se détériore, et Golitsyne informe Moscou que, selon un médecin qui a ausculté la princesse, elle mourra bientôt.

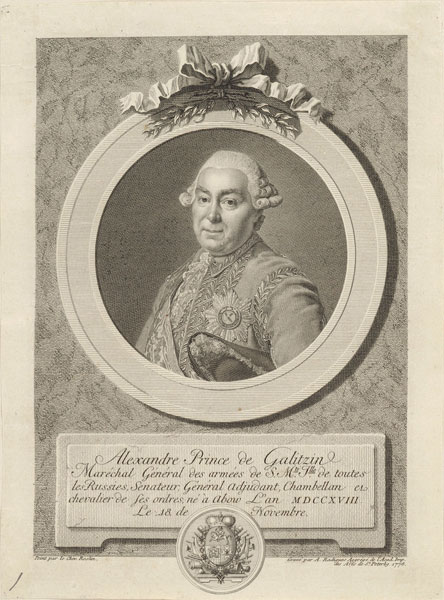
Alexandre Mikhaïlovitch Golitzine.

Le 29 juin, elle écrit une nouvelle lettre à Golitsyne et Catherine, dont le contenu est qualifié par Golitsyne « de bêtises et de mensonges, indignes d'être crues ». La prisonnière se plaint de la dégradation de ses conditions de détention, donne une nouvelle version de son origine et soutient qu'elle est innocente. Elle propose à Catherine de « terminer l'affaire amicalement ». Golitsyne reçoit de la princesse une liste de ceux qui savent quelque chose d'elle. Ce sont un certain Poène de Lyon, Schmidt (son professeur de mathématique à Kiel), le baron Stern et sa famille, ainsi que Schuman (marchand de Gdansk qui a payé son entretien). Mais ces gens qui, selon elle, peuvent dévoiler son secret, ne peuvent être contactés par les autorités russes.
Ce même jour, le 25 juin, Catherine ordonne à Golitsyne d'informer la princesse qu'« en justice », elle doit être emprisonnée à vie et cependant, dans le cas où elle reconnaîtrait ses fautes et donnerait la vérité sur son origine, de lui promettre la liberté et de l'autoriser à épouser Domanski. Si elle refuse de lier son destin à Domanski, alors elle pourra rejoindre Limbourg après sa libération. Le même jour, dans une autre lettre, l'impératrice conseille de faire pression sur la prisonnière, si elle se considère comme orthodoxe, par l'intermédiaire d'un prêtre. Le 6 août, la princesse demande un prêtre, mais refuse ensuite ses services, et finit par expliquer sa conduite par le fait qu'à cause de la maladie et du chagrin, il lui arrive « de ne pas se souvenir de ce qu'elle dit ». Golitsyne l'informe que l'ambassadeur anglais, Sir Robert Gunning, a indiqué, dans une lettre à l'impératrice, que la princesse est la fille d'un aubergiste de Prague. Ébranlée, elle promet à Golitsyne de révéler toute la vérité sur elle. On lui donne le nécessaire pour écrire et, au bout de quelques jours, éprouvée par la maladie qui a interrompu son travail, elle remet un nouvel écrit à Golitsyne. Mais, au grand désagrément des enquêteurs, elle ne dit rien de nouveau sur elle.
L'aventurière refuse la proposition de l'impératrice de reconnaître qu'elle est une « femme ordinaire ». Selon Kouroukine, même si elle ne prétendait pas être issue de la famille impériale, elle ne pouvait renoncer à la légende d'une origine noble. Cette auréole de secret qui l'entourait était tout ce qui lui restait, attirait l'intérêt et lui donnait une « position dans la société ». C'est pour cela également qu'elle aurait refusé le mariage avec Domanski : ce mariage la privait définitivement de « son avenir ». Lors de l'entretien suivant avec Golitsyne, elle émet l'hypothèse qu'elle serait née « tcherkesse ». Elle nie être la « fille d'un cabaretier de Praque ». Selon elle, elle n'y a jamais séjourné, et déclare que « si elle savait qui avait avancé cela, elle lui arracherait les yeux ».
La prisonnière meurt de tuberculose le 4 décembre 1775, sans révéler le secret de sa naissance, et sans reconnaître avoir comploté pour s'emparer du pouvoir, même lors du sacrement de pénitence. Piotr Andreïev, prêtre du temple de la nativité de Marie, qui assiste la princesse deux fois, le 30 novembre et le 1er décembre, la confesse en allemand. Après sa mort, elle est enterrée dans la cour de la forteresse, sans aucun service.
Tous ses compagnons sont alors libérés par une décision prise le 13 janvier 1776. La participation de Domanski et de Tcharnomski aux aventures de la femme est considérée comme le fait d'un esprit léger et futile. Ils reçoivent tous deux 100 roubles pour s'être engagés par écrit à ne pas raconter les circonstances de l'affaire. Les serviteurs reçoivent 20 roubles chacun, et Fransisca von Melsched, 150 roubles et quelques affaires de la défunte, qui ne lui avait pas payé ses gages. Ils sont tous conduits à la frontière, à travers la Finlande, en plusieurs groupes.

## Versions alternatives du destin de la princesse
Les efforts du gouvernement pour conserver secrètes toutes les circonstances de l'affaire de la princesse ont contribué à la diffusion des rumeurs les plus invraisemblables sur son destin. On raconte ainsi que la femme enlevée par Orlov a été envoyée dans un monastère. Les informations parvenues aux diplomates étrangers sont fortuites et fragmentaires. Ainsi, en février 1776, le représentant saxon, le baron Sacken, fait savoir qu'« une folle, appelée la princesse Elisabeth », est morte à Schlusselbourg « il y a deux jours ». Il indique ne rien savoir du sort de ceux qui l'accompagnaient. Les causes de la mort de l'inconnue sont, selon l'envoyé extraordinaire de Grande-Bretagne, des « crampes d'estomac », et il ajoute que cela ne lui semble pas crédible.
Selon la version de Jean-Henri Castéra, la « princesse » est la cadette de trois enfants d'Élisabeth Ire et d'Alexis Razoumovski. Il suppose qu'elle a dès son enfance été remise à Charles Stanisław Radziwiłł, qui souhaitait élever la future prétendante au trône, et conduite à Rome. Quand il est ruiné et que ses propriétés sont confisquées, il aurait trahi la « princesse » et permis à Orlov de l'enlever, achetant ainsi le pardon de Catherine II. Castéra, et après lui Melnikov-Petcherski, suppose que les ressources de la « princesse » à Paris ne proviennent pas, comme elle le déclare, d'un inconnu, ou de son oncle perse, mais des Polonais. Il ajoute que la « malheureuse princesse » accouche d'un enfant d'Orlov et meurt pendant une inondation. Il mélange la fiction et des informations sur des évènements réels. Son livre, longtemps interdit en Russie, est connu pour figurer sur des listes[pas clair],. Helbig suppose que la princesse était la fille d'Elisabeth et d'Ivan Chouvalov, et Longuinov reprend cette thèse après lui (dans Conversation russe, 1860).
Selon une autre version de l'enlèvement, la « princesse » est attirée à Livourne par la proposition d'un mariage avec Orlov. La noce est mise en scène dans le vaisseau amiral, avec comme officiant Ossip de Ribas, habillé en prêtre. Castéra indique que les noces auraient eu lieu à Rome. Ces récits, dans lesquels les dates sont inexactes (1772 au lieu de 1775), sont plus tardifs. La version de la noce sur le vaisseau est reprise dans la pièce La Chasse impériale (« Царская охота »), de Leonid Zorine, et dans le film homonyme, tourné en 1990.
Giuseppe Gorani, dans les Mémoires secrets et critiques des Cours, des Gouvernements et des Mœurs des Principaux États de l’Italie, publié à Paris en 1793, raconte que la « princesse est morte en prison battue à coup de knout ».
Selon le témoignage de l'aventurier Grigori Vinski (ru), publié par Melnikov-Petcherski pour la première fois en 1860 dans L'Abeille du nord, libéré de la forteresse Pierre-et-Paul quelques années après la mort de la « princesse », le geôlier de la Raveline Alekseïevski se souvenait qu'à la fin de juin 1775, le comte Orlov se serait rendu auprès de la prisonnière, qu'elle aurait eu une conversation vive et bruyante avec lui, qui en était presque venue aux cris, et qu'elle était enceinte et aurait accouché en prison. On ne sait quelle foi prêter à ces témoignages, dont Longuinov doute déjà, et dont le rapporteur indique dans ses mémoires qu'il était emprisonné dans la Raveline Ioannovski. Ce même Vinski soutient que la « princesse » périt lors des inondations de 1777, et que rien n'a été fait pour la sauver. Les mémoires de Kinski sont publiés en 1877 et 1914, les deux fois sans mention de Tarakanova.
En 1867 paraît en français le premier tome des Notes du prince Piotr Dolgoroukov (ru). Il y confie que la princesse Tarakanova était la « fille d'un juif polonais », que le prince Radziwiłł l'a soutenue dans ses prétentions au trône russe et qu'Alexeï Orlov a pensé l'utiliser dans la lutte contre Catherine II, bien qu'il l'ait ensuite trahie. La « princesse » est morte en couches « dans les deux ans » après l'inondation de la forteresse Pierre-et-Paul. L'auteur promet de révéler en détail l'histoire de la « princesse » dans le second tome de ses Notes, mais celui-ci n'est jamais achevé.

## Portraits

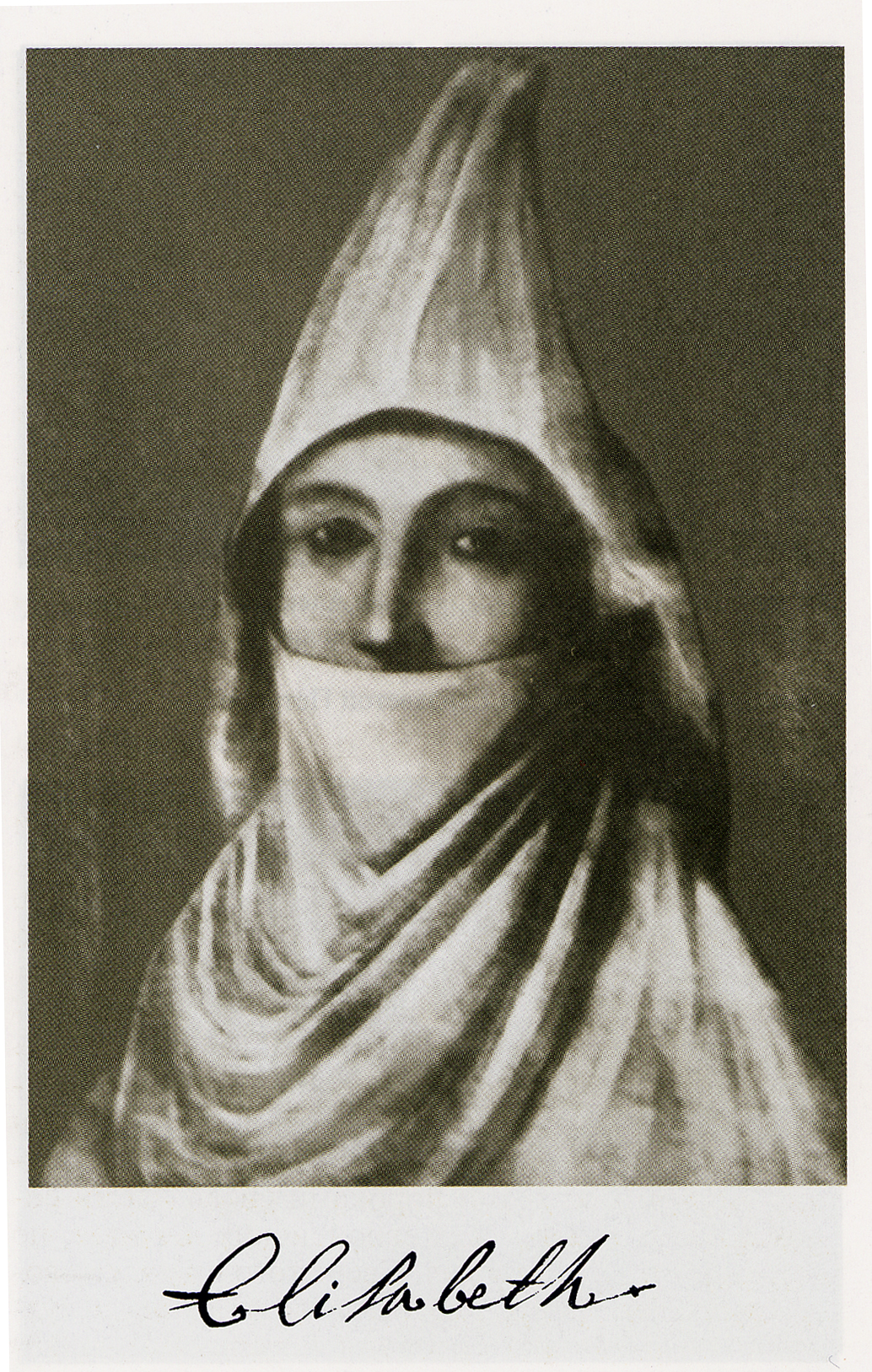
G. Serdioukov. Portrait d'une inconnue. Selon le propriétaire de la toile, Pavel Simpson, il représente la princesse Tarakanova.

Vraisemblablement, le seul portrait connu de la princesse est un bas-relief de marbre, qui a fait partie des collections du grand-duc Nicolas Mikhaïlovitch. Au dos d'un portrait de femme de profil, un de ses détenteurs, Nikolaï Bezobrazov, a laissé une inscription indiquant qu'il s'agit de la « tête de la princesse Tarakanova », qu'il tenait de sa grand-mère Anna Fiodorovna, qui l'aurait obtenue d'Orlov. Il est tout à fait possible que la pièce lui a été offerte par l'aventurière, ou prise par les hommes d'Orlov lors de la perquisition chez elle à Pise après son enlèvement.
L'ethnographe et collectionneur Pavel Simpson considérait qu'un tableau de sa collection, du peintre Grigori Serdioukov (ru), était un portrait de la princesse Tarakanova. Une reproduction en a été publiée par Aleksandr Gozdavo-Golombievski (ru) dans la revue Staryïe Gody (ru) en mai 1911. Il représente une femme dans un costume oriental, avec un voile recouvrant le bas de son visage. Il est cependant peu probable que ce soit elle : au dos de la toile, la date portée est le 19 octobre 1770 et le lieu indiqué, Saint-Pétersbourg. La question de savoir qui est représenté sur ce tableau, qui a été perdu par la suite, n'est pas close.

## Mythes et hypothèses sur le mariage et la descendance d'ÉlisabethIreet de Razoumovski

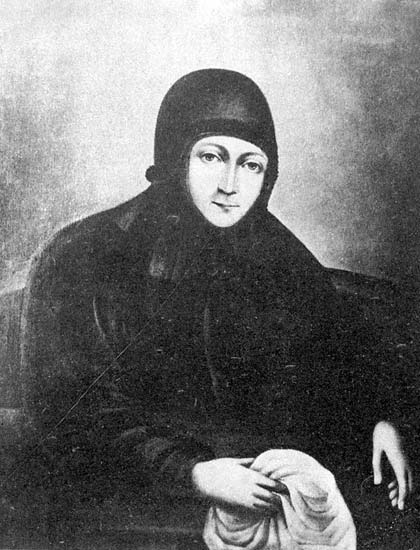
Avgusta Tarakanova (princesse, de son nom de nonne Dossifeïa).

Depuis le XVIIIe siècle, le mythe d'un mariage secret d'Élisabeth Ire et d'Alexis Razoumovski est relayé dans le récit mondain et la littérature européenne.
Jean-Henri Castéra, dans son livre Vie de Catherine II, impératrice de Russie, avance que seraient nés de ce mariage deux fils, et une fille, Élisabeth. La princesse Tarakanova, selon lui, serait la cadette, née en 1755.
Georg von Helbig, secrétaire de l'ambassade de Saxe, soutient dans son ouvrage Russische Günstlinge que l'impératrice n'a eu que deux enfants, un fils, qui aurait porté ensuite le nom de Zakrevski, et une fille, la princesse Tarakanova. Il indique que son père serait Ivan Chouvalov et fait remonter sa naissance à 1753. Cette version a dans un premier temps été soutenue par Longuinov.
Le comte Dimitri Bloudov soutient l'opinion qu'Élisabeth et Razoumovski auraient eu un fils, qui aurait été toute sa vie reclus dans des monastères de Pereslavl-Zalesski, et une fille, Avgusta Tarakanova. Une certaine « Avgusta Matveïevna » (ou Timofeïevna, ce nom était considéré comme faux), a vécu pendant 25 ans au couvent de Saint-Jean-le-Précurseur de Moscou, sous le nom de Dossifeïa, et est morte en 1810.
Cependant, pour d'autres historiens, Élisabeth n'a pas laissé de descendance, et les allégations sur les enfants qu'elle aurait eus avec Razoumovski ne sont étayées par aucun document.
Il existe une autre version, mise en avant par Aleksandr Vassilitchikov (ru), selon laquelle la légende de Tarakanova aurait trouvé son origine dans le nom de Daragan (Daraganov). Alekseï Razoumovski avait fait élever à l'étranger, en Suisse, des neveux du nom de Daragan, Zakrevski et Strechenny. C'est d'une altération du nom de Daragan que serait née la légende d'une fille de Razoumovski et d'Élisabeth, la princesse Tarakanova,. Selon les registres du chambellan fourrier (Ка́мер-фурье́рские журналы), le nom de Daragan a été changé en Daraganov sous Élisabeth. « Ce nom, vraisemblablement, était utilisé pour tous les neveux de Razoumovski, et la prononciation allemande en a altéré la graphie russe », selon Kazimierz Waliszewski.

## Publications sur l'affaire de la princesse Tarakanova
La première publication de témoignages fiables sur la princesse date de 1863, quand paraît à Leipzig la brochure d'Augustin Golitsyne (ru), À propos de la princesse imaginaire Tarakanova (« О мнимой княжне Таракановой »), dans laquelle il cite des lettres écrites par l'usurpatrice pendant son séjour à Rome et fournit le texte du testament falsifié d'Élisabeth Ire ,.
En 1867, Viktor Panine, avec l'autorisation, et très probablement sur instruction de l'empereur Alexandre II, publie dans le Bulletin de la société d'histoire russe (« Сборнике Русского исторического общества ») une communication sur l'affaire de la « princesse », en annexant des documents authentiques, dans leur langue originale. Il publie à nouveau cette même année ses travaux en allemand, y ajoutant de nouvelles pièces. Les travaux de Panine sont complétés par le directeur des archives d'État Konstantin Zlobine (ru) dans les Feuillets sur l'affaire de l'usurpatrice, connue sous le nom de princesse Tarakanova. Issu des archives de l'État (« Бумаги из дела о самозванке, известной под именем княжны Таракановой. Из Государственного архива »). L'apport méthodologique de Zlobine, parmi d'autres, est d'avoir ajouté l'ordre d'arrestation (dont l'original n'est pas conservé), des lettres de la princesse à Golitsyne et à Catherine II, des rapports de Golitsyne à l'impératrice, le compte rendu de la mort et de l'inhumation de la princesse et la liste d'une partie des biens et objets qui lui avaient été confisqués.
En 1867, un fonctionnaire du 2e département de la chancellerie personnelle de l'impératrice (ru), Gueorg von Brevern, publie en allemand Die vorgebliche Tochter der K. Elizabeth… (La Fille oubliée de la reine Elisabeth…). Selon l'appréciation de Louguinski, il s'agit d'une relation médiocre, « bien composée, mais exposée avec sécheresse », le travail non pas d'un historien mais d'un « juge d'instruction ». En 1905, Sergueï Pantchoulidzev (ru) fait paraître une revue des documents déjà publiés et le rapport de Dimitri Bloudov à Nicolas Ier sur les résultats de l'examen des pièces secrètes sur la « célèbre usurpatrice ».
Les travaux de Panine et de Bloudov ne peuvent être considérés comme des recherches historiques. Il s'agit de publications qui reconnaissent exposer le point de vue officiel sur l'affaire de la « princesse » : rejet de l'hypothèse de sa naissance dans la famille impériale et présentation des décisions de Catherine II comme des « actes sévères, mais justes ». Ils n'ont pas étudié des questions essentielles, comme les premières années de sa vie, et la nature de ses relations avec les acteurs de la confédération de Bar.

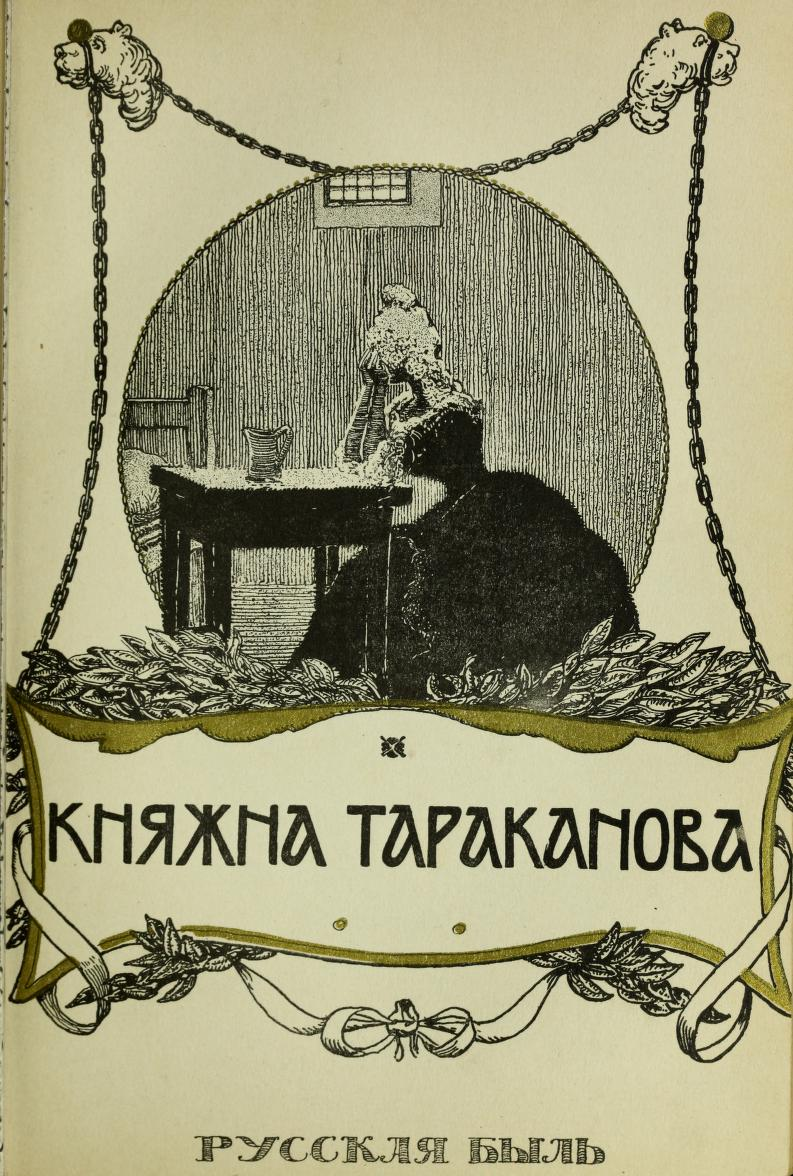
Couverture de Княжна Тараканова (« La Princesse Tarakanova ») par, 1909.

Le livre d'Ernest Łuniński (pl), professeur à l'université de Kiev, La princesse Tarakanova (« Княжна Тараканова ») est en 1908 la première monographie sur l'usurpatrice. Dans sa préface, l'auteur avoue qu'il n'espérait pas avoir accès aux documents sur l'affaire de la « princesse » et exprime sa reconnaissance aux collaborateurs des archives de l'État, qui lui ont apporté leur aide à de multiples reprises. Louninski cite abondamment des documents de la Chancellerie secrète (ru) et en inclut une partie en annexe dans la première édition,. Il considère que l'aventure de la « princesse » n'a rien à voir avec un combat politique, et, s'il y a eu une convergence avec le soulèvement de Pougatchev en Russie, ou l'enlèvement du faux tsarévitch, elle a été vite oubliée. Elle n'avait selon lui pas de projet et « ne s'élève pas plus haut que le mensonge et la médiocrité ».
Dans sa recension bibliographique consacrée à la princesse Tarakanova, l'historien Vladimir Diakov (ru) remarque que, de façon assez prévisible, les sources connues en 1994 vont dans le sens de la version officielle, selon laquelle l'usurpatrice n'a aucune relation avec la famille impériale, et que « l'hypothèse selon laquelle l'historiographie aurait caché ou sérieusement falsifié des documents n'est finalement pas établie ». Diakov démontre également que certaines informations sur les premières années de la « princesse » ont peu de crédibilité, mais qu'il reste possible d'établir quelles sont ses activités à partir de son apparition à Paris en étudiant les documents conservés dans les archives d'État et en consultant la presse européenne des années 1770-1771.
En 2011 sort dans la série Vie de personnes remarquables le livre de l'historien Igor Kouroukine (ru), La Princesse Tarakanova (« Княжна Тараканова »).

## Dans l'art

### Au cinéma, en peinture, en littérature
En 1868 parait l'essai de Pavel Melnikov La Grande-duchesse Tarakanova et la Princesse Vladimiskaïa (« Княжна Тараканова и Принцесса Владимирская »). Le célèbre écrivain du début du XIXe siècle Dmitri Savvateïevitch Dmitriev, dans son livre L'Aventurière («Авантюристка»), expose une version captivante de la vie de la princesse. Son décès supposé lors des inondations de Saint-Pétersbourg de 1777 sert de sujet à une toile de Constantin Flavitski, peinte en 1864, La Princesse Tarakanova. La présentation du tableau et les réactions du public incitent M. Longuinov à publier une Note sur la princesse Tarakanova (avec comme prétexte le tableau de M. Flavitski) («Заметка о княжне Таракановой (По поводу картины г. Флавицкого)»), où il dévoile les véritables circonstances de la mort de l'usurpatrice, qu'il tire d'une conversation avec D. M. Bloudnov, qui avait étudié le dossier de l'affaire.
La dernière scène du film La Princesse Tarakanova (1910) reproduit en détail la scène du tableau de Flavitski. Un film de 20 minutes est consacré à ce drame par Ippolit Chlajinski (ru), L'Usurpatrice (la princesse Tarakanova) (« Самозванка (княжна Тараканова) »), dont l'actrice V. Mikoulina joue le rôle principal. Il reprend une pièce de théâtre de ce même auteur.
En 1909, Albert Capellani réalise un court métrage intitulé Tarakanowa et Catherine II. En 1930, Raymond Bernard réalise le film Tarakanova, dont un remake sortira en 1938 sous le nom Tarakanowa, réalisé par Fedor Ozep pour la version française, et par Mario Soldati pour la version italienne.
En 1950, un film intitulé Shadow Of The Eagle (L'Ombre de l'aigle) fut coproduit par des Britanniques et des Italiens. Il raconte comment Grigori (et non Alekseï) Orlov séduisit la princesse Tarakanova, avec pour acteurs Valentina Cortese dans le rôle de la Tarakanova et Richard Greene dans celui du comte Orlov. Dans ce film, la Tarakanova est présentée comme une princesse qui constitue une réelle menace pour la Grande Catherine, tant d'un point de vue politique que du lignage royal, et non comme une prétendante au trône de Russie. Le scénario donne également une image positive de Grigori Orlov, le présentant comme un personnage compatissant qui trahit Catherine II, dans le sens où il s'allie à Tarakanova tout en prêtant allégeance à l'impératrice. Il prend le parti et défend les affirmations de Tarakanova. Les événements du film respectent et suivent l'authenticité de l'Histoire, du moins jusqu'à la rencontre entre la princesse Tarakanova et le comte Orlov. La fin altère cependant sérieusement la réalité historique car Orlov libère Tarakanova, emprisonnée en Russie, après un raid courageux et audacieux, et ils finissent par vivre heureux ensemble pour le restant de leurs jours, ce qui fait finalement de ce film un conte totalement fictif.
En 1959, Alain Decaux en fit le sujet d'un épisode de la série La caméra explore le temps (épisode L'Énigme de Pise) (réalisation Stellio Lorenzi, avec Françoise Prévost, Michel Piccoli, François Maistre).
La vie de la « princesse » Tarakanova a inspiré plusieurs fois des romanciers, au nombre desquels Grigori Danilevski, qui a écrit en 1883 le roman La Princesse Tarakanova («Княжна Тараканова»). Elle est le principal personnage dans les romans La Princesse Vladimirskaïa (Tarakanova) ou les Capitaux captifs (« Княжна Владимирская (Тараканова), или Зацепинские капиталы », 1883) de Piotr Soukhonine (ru), Les Enfants imposteurs (« Самозванные дети ») de Ievgueni Karnovitch (ru), Qui êtes-vous, princesse Tarakanova («Кто вы, княжна Тараканова?», 2006) de Iouri Krioukov, La Coupe d'or : roman historique sur la princesse Tarakanova («Золотая чара: Исторический роман о княжне Таракановой», 2007) de Faïna Grimberg et Une vie pour être impératrice («Досифея. Жизнь за императрицу») de Marina Kravtsova Dossifeïa.
La critique d'art Nina Moleva (ru) expose sa vison de l'histoire de la « princesse » dans deux récits, On l'a appelée princesse Tarakanova (« Её называли княжной Таракановой », 1980) et Un événement au monastère Ivanovski (« Эпизод об узнице Ивановского монастыря », 1984). Elle y considère que l'historiographie impériale, créant une version officielle de l'affaire, avait caché ou falsifié des authentiques, pour que, selon elle, « aucun indice ne puisse être trouvé dans le fonds Tarakanova ». Elle s'oppose aux historiens Diakov ou Kouroukine. Le premier soutient que tous les feuillets, sur lesquels avait déjà travaillé Louninski, sont depuis conservés dans les archives, et que leur étude montre que les textes les plus importants ont été alors publiés « sans altération substantielle, quelle qu'elle soit ».
La « princesse » est la principale héroïne des romans d'Edvard Radzinsky, La Princesse Tarakanova («Княжна Тараканова») et L'Héritière de la maison Romanov (« Последняя из дома Романовых »). Une autre étude sur elle est parue dans le livre de l'historienne Irina Tchijova (ru), La Vertu et le Vice («Добродетель и порок»).
Dans sa pièce à succès, La Chasse impériale (« Царская охота »), Leonid Zorine reprend l'histoire de L'enlèvement de la princesse par Orlov. Dans sa transposition à l'écran, le rôle de Tarakanova est joué par Anna Samokhina.

### Dans la musique
Dans le final de la comédie musicale Le Camée bleu («Голубая камея»), créée en décembre 2009 au Théâtre académique dramatique du Bachkortostan (ru) à Oufa), musique de Kim Breiburg et livret de Karen Kavalerian (ru), la princesse Tarakanova est libérée et se marie à Orlov.
En 2012, une autre comédie musicale, de Iouli Kim et R. Ignatieva, Le Comte Orlov (ru), fondée sur le mythe d'une relation amoureuse entre Alexeï Orlov et Ielisaveta Tarakanova, est présentée sur la scène du Théâtre académique d'État de l'opérette moscovite (ru).